# Піч

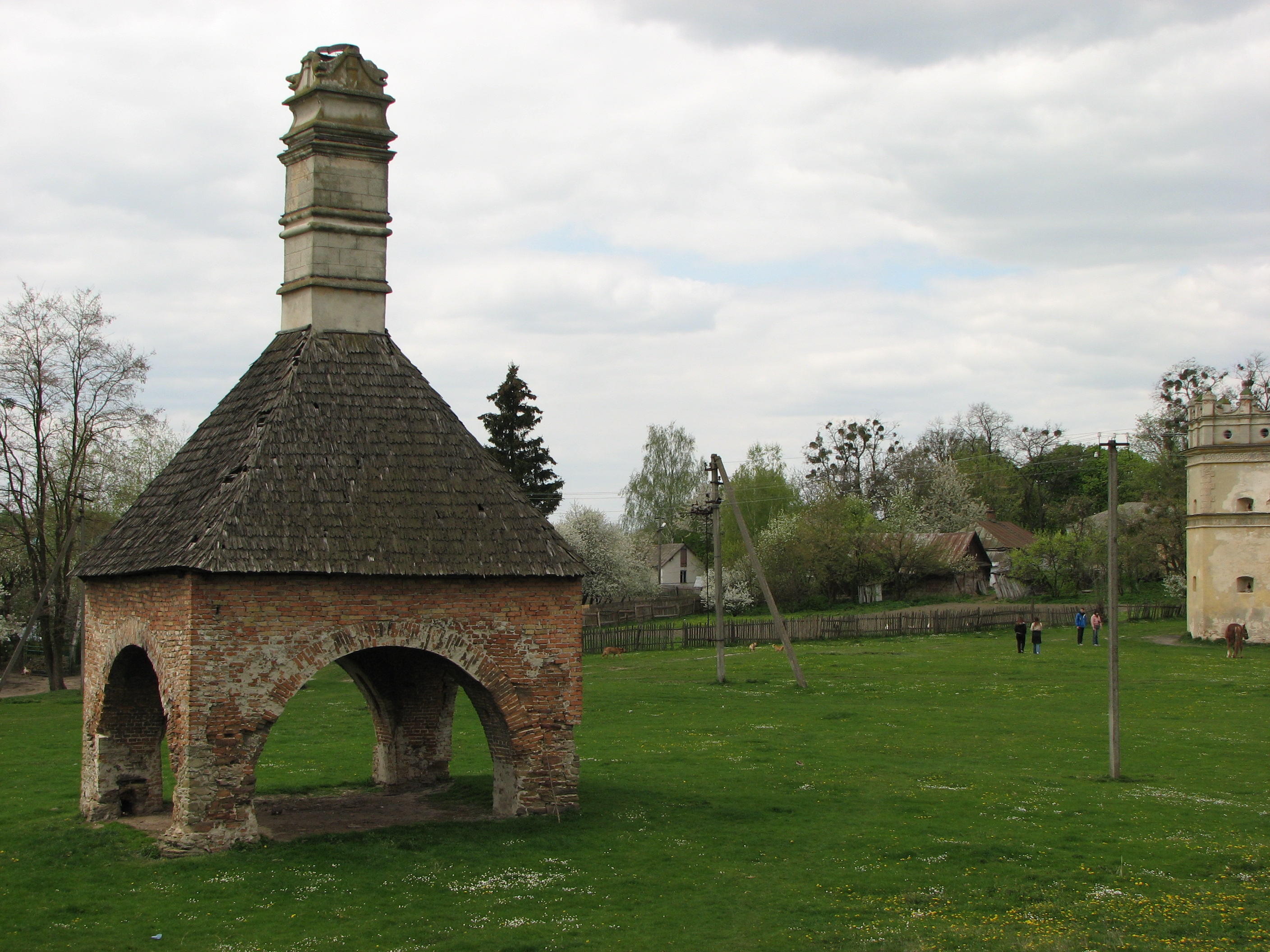
Піч у Межирічі

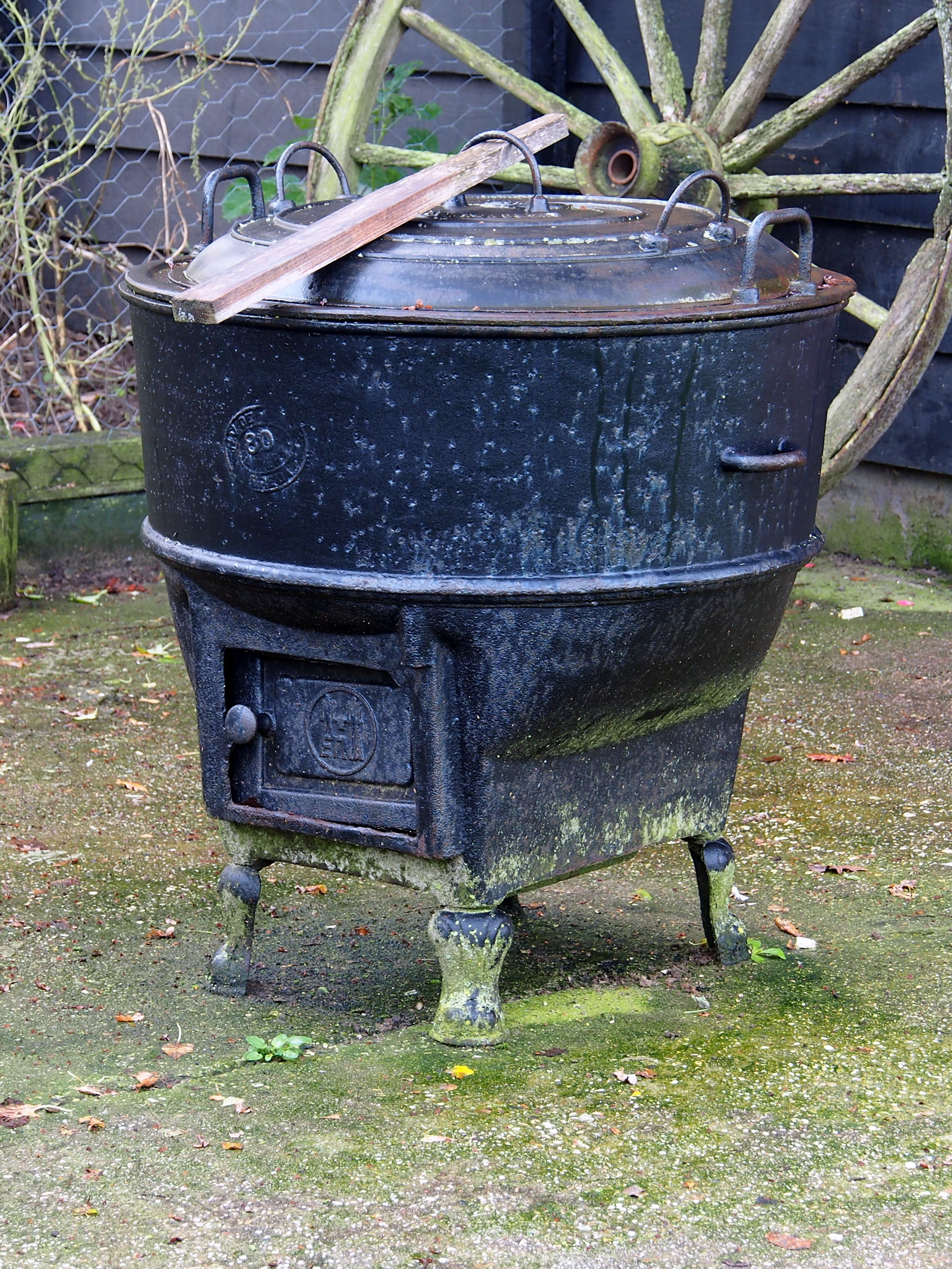
Металева зовнішня піч

Українська піч. Полтавщина.

Піч — споруда або тепло-ізольована камера з цегли, каменю або металу (чавуна, сталі), призначена для опалення приміщення та/або приготування їжі, теплової обробки матеріалів у якому-небудь технологічному процесі, сушіння речовини.

## Види
- Вари́ста піч — піч, призначена для одночасного опалення приміщення та варіння страв, напоїв, випікання хліба тощо[1][2].
- Руська піч — масивна піч з лежанкою (полом), поширена в Україні, Білорусі та Росії.[джерело?]
- Груба — піч для опалювання приміщення
- Буржуйка — невелика металева грубка
- Булер'ян — піч тривалого горіння, яку використовують для повітряного опалення приміщень.
- Кабиця — піч у сінях[3], у дворі або в садку, літня кухня[4]
- Тондир — піч, вирита в землі, яку використовують насамперед для випікання тонкого хліба, поширена на Кавказі та в Середній Азії
- Вогнище — примітивна піч, місце для розведення вогню в приміщенні
- Камін (коминок) — відкрита пічка з широкими челюстями і прямим димарем

### Спеціальні печі
- Горно
- Доменна піч
- Піч (гірництво)
- Піч (теплотехніка, металургія)
- Пробірна піч

## Історія
Найбільш ранні печі, було знайдено у Центральній Європі, і відносяться вони до 29000 року до нашої ери. Вони являли собою ями усередині юрт та призначалися для смаження. В Україні від 20000 років до нашої ери, люди використовували ями з розпеченим вугіллям, покритим попелом. Їжа була загорнута у листя і клалася зверху на попіл, потім усе це засипалося землею. У таборах, знайдених у Межирічі біля Острогу в кожній хижі було вогнище, яке використовували для опалення та приготування їжі.
Печі також, використовували у культурах, які жили у долині Інду і у додинастичному Єгипті. До 3200 року до нашої ери, у населених пунктах по усій долині річки Інд, кожен будинок з сирцевої цегли, мав піч. Печі використовували для приготування їжі та задля виготовлення цегли. Додинастичні цивілізації у Єгипті, використовували печі для випалення, близько 5000-4000 року до нашої ери щоб робити глиняний посуд.

У Стародавній Греції люди навчилися використовувати печі для випічки хліба. Греки створили велику різноманітність буханців з тіста різних форм і стилів. Пекарська справа і торгівля, розвивалися як професії і все частіше, хліб було приготовано за межами сімейного будинку, спеціально навченими працівниками, і відтак, він продавався громадськості.

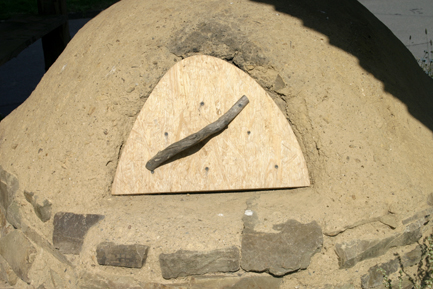
Історична піч

 У середньовіччя, європейці використовували каміни у поєднанні з великими котлами. Вони були схожі на жаровні. Після середньовіччя, з плином часу, печі зазнали багато змін. Кожен проєкт має свою власну мотивацію і мету. У дров'яній печі, побачили поліпшення за рахунок зручності додавання дров у топки, що дозволило краще підтримувати вогонь і зменшити викид диму. Іншою відомою піччю — була чавунна плита. Вони були вперше використані на початку 1700-х років, деякі з них мали власний димохід з залізної трубки.

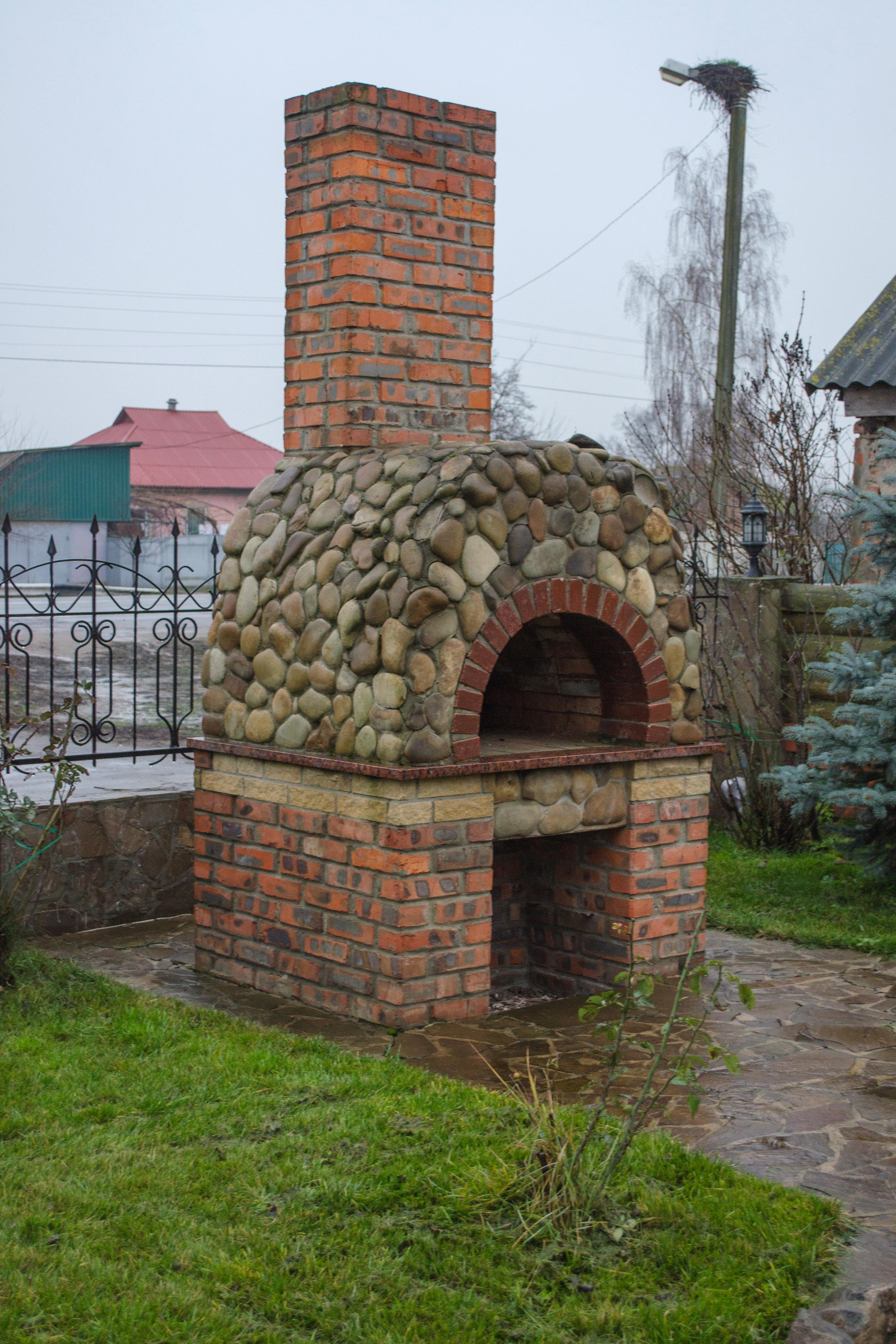
Іванівка, Чернігівська область

На початку 19-го століття, було розроблено вугільні печі. Їх форма була циліндричною і їх було зроблено з важкого чавуну. Газова піч з'явилася ще на початку 19-го століття. Газові плити стали дуже поширеними побутовими печами і були доступні для більшості будинків і житлових кварталів. Перші електричні печі було винайдено наприкінці 19-го століття, однак, як і багато інших електричних винаходів, призначених для комерційного використання, масове застосування їх обмежувалося дорожнечею електроенергії.
Завдяки великій довжині каналів, якими рухаються гарячі гази, ККД в опалювальних печах досягає 85 і більше відсотків. Для прочищення цих каналів від сажі у печах монтуються люхта.
Відносно недавно печі стали трохи вищих технологій з точки зору стратегії для приготування їжі. Мікрохвильову піч, як інструмент для приготування їжі було винайдено Персі Спенсером 1946 року, і за допомогою інженерів, мікрохвильову піч було запатентовано. У мікрохвильовій печі використовується НВЧ-випромінювання для збудження молекул у їжі, яке викликає тертя, і таким чином, виробляється тепло. Європейські чавунні пічки для заміського будинку або дачі відрізняються ергономічністю, надійністю, привабливим дизайном. У конструкції передбачена конвекційна камера для кращого теплообміну.
В Україні при розкопках археологічної пам'ятки Черепин — відкрито господарські ями та печі доби раннього заліза (7—6 століття до н. е.).

## У культурі
Піч є символом материнського начала, рідної хати, батьківщини. Піч сприймалася як родинний вівтар, місцеперебування богів родинного вогнища (сакральне значення печі відбите в приказці «Я сказав би, та піч у хаті»). Крім того, піч символізує достаток, а також домосідство («За ходячим ліс, за лежачим піч», домосідів називали «пічкурами»). Простір біля печі називався «баб'ячим кутком»: це було місце хатньої роботи жінок. На Новий рік був такий звичай, як «весілля печі» (можливо, звідси походить приказка «піч регоче, короваю хоче»). З іншого боку, піч (переважно стара) вважалася пов'язаною з нечистою силою («В старій печі чорт палить»).
У Глухівському повіті Чернігівської губернії існував весільний звичай «печогладин» («печоглядин»): до нареченого приходили родичі нареченої, удаючи при цьому, що виправляють, гладять, мажуть піч, за що їх частували. У супровідних піснях співали «Прийшли ми печі гладати», що може вказувати на походження цього дієслова від ранішого «глядати» і пізнішого надання йому значення «гладити». Учасників обряду називали печогладами.
Румунський вираз a aduce noră pe cuptor («привести невістку на піч») означає «привести дружину в батьківський дім, одружитися». У румун і молдаван існував звичай, за яким дівчина, якщо її кинув хлопець, забиралася на піч у його хаті й не злазила з неї доти, доки він не згоджувався взяти її заміж (описується в оповіданні «Пе-коптьор» М. М. Коцюбинського).

### Прислів'я
- Добра річ, коли в хаті піч
- Я сказав би, та піч у хаті
- Мовчи, бо піч у хаті — чують сторонні люди
- З своєї печі і дим солодкий
- За ходячим ліс, за лежачим піч
- На печі то й баба хоробра
- Не хвалися піччю в нетопленій хаті
- Своя піч найліпше гріє
- А я знаю, шо він діє, коло печі спину гріє
- З одної печі, та не однакові калачі
- Ані печі, ані лави — нічого немає

### Загадки
- Повна піч паляниць, а посередині книш («небо, зорі та місяць»)

## Галерея

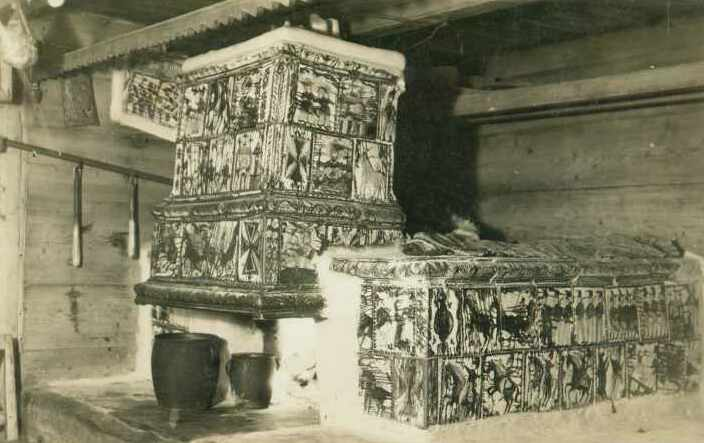
Гуцульський п'єц
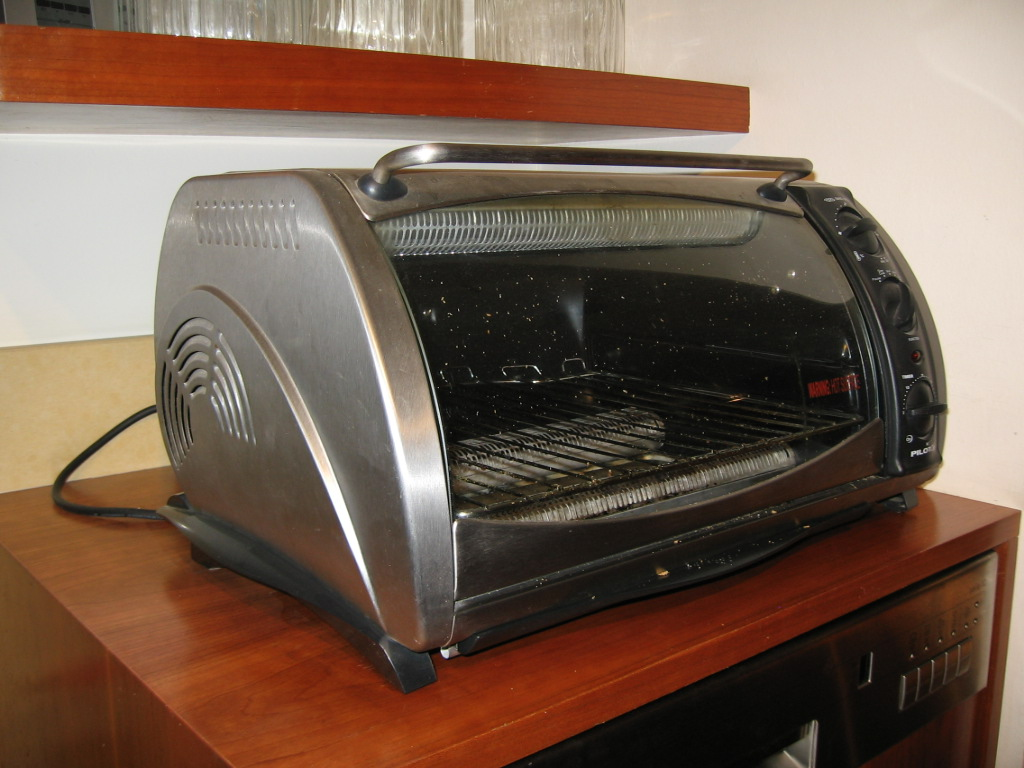
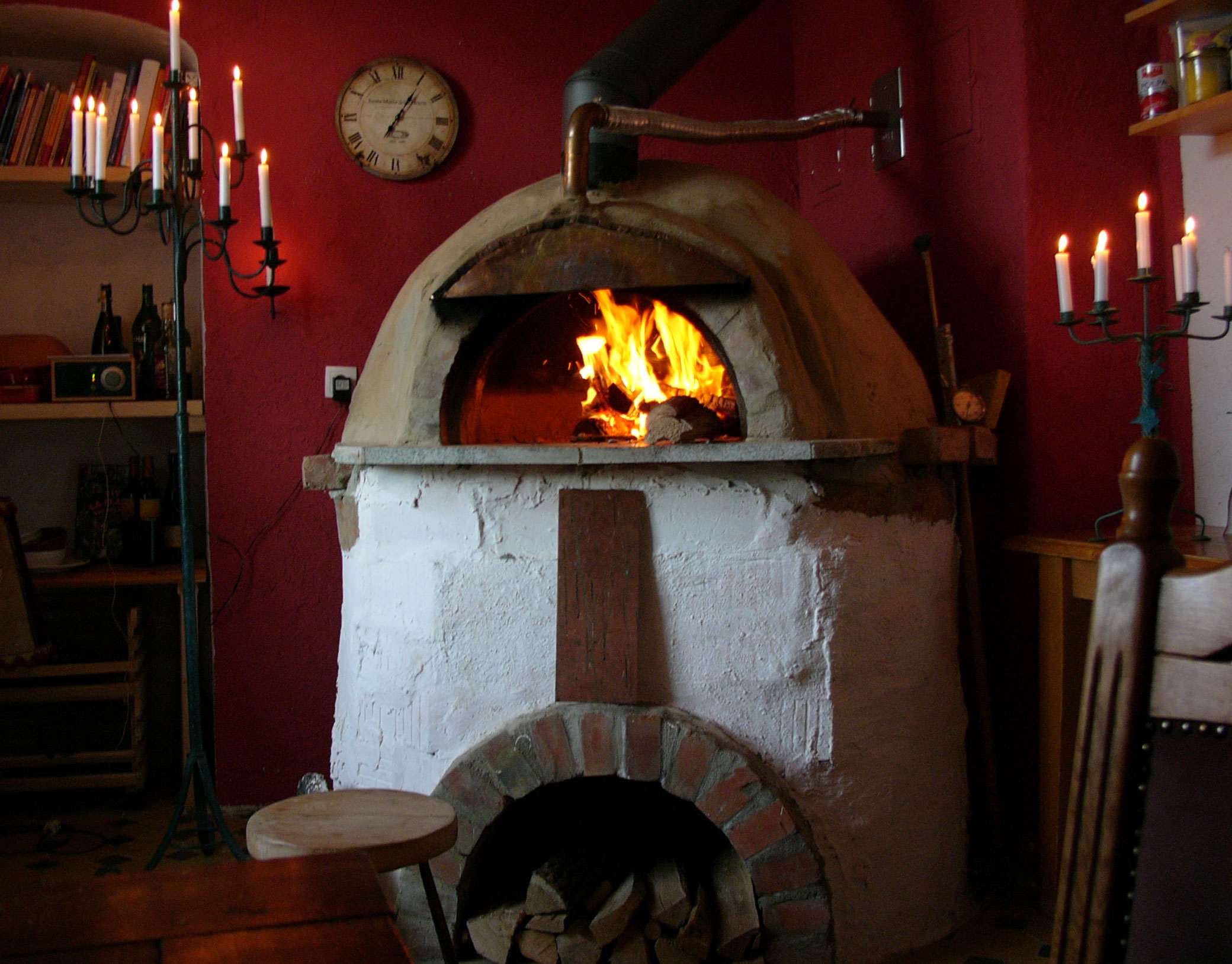
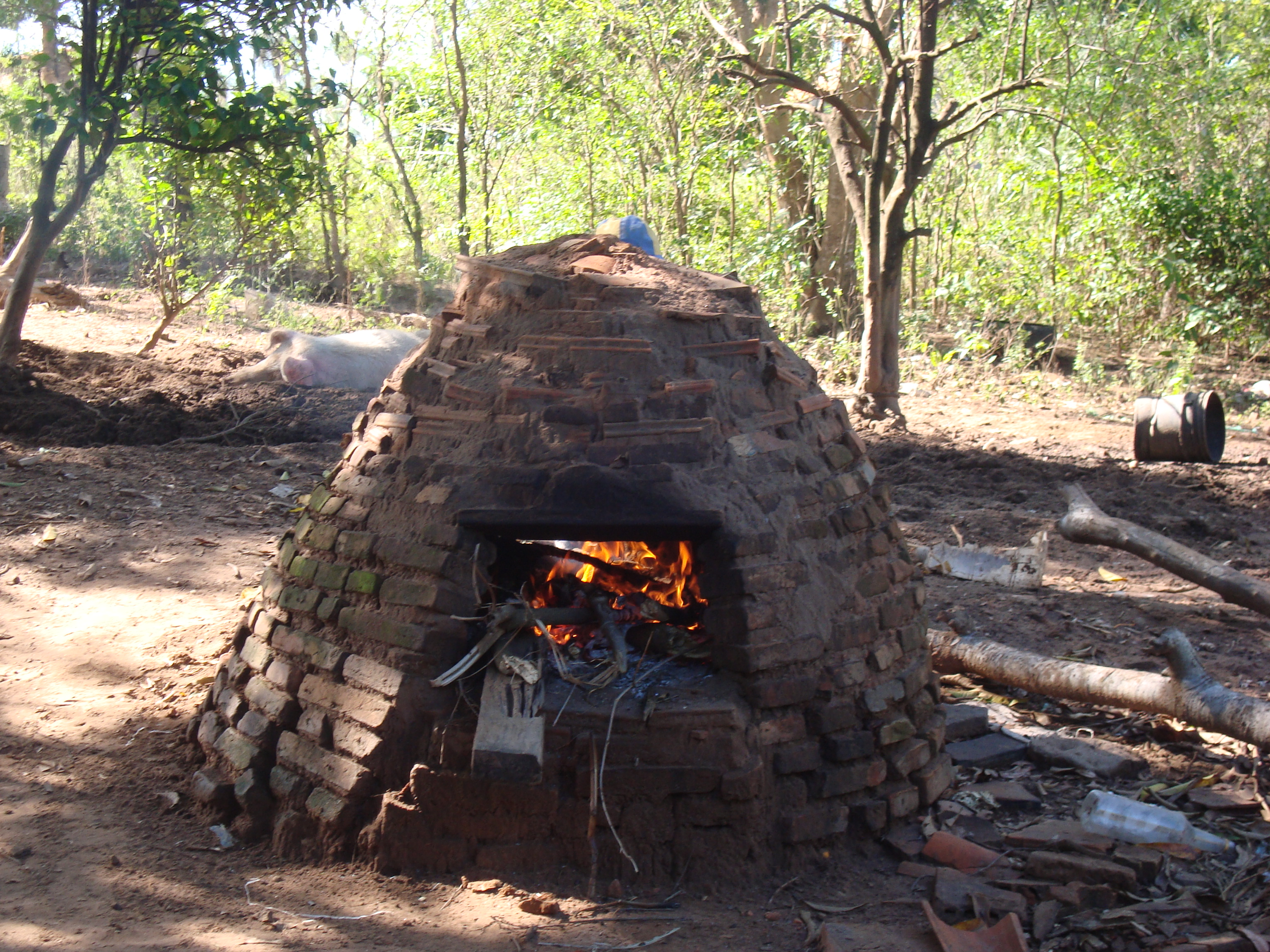
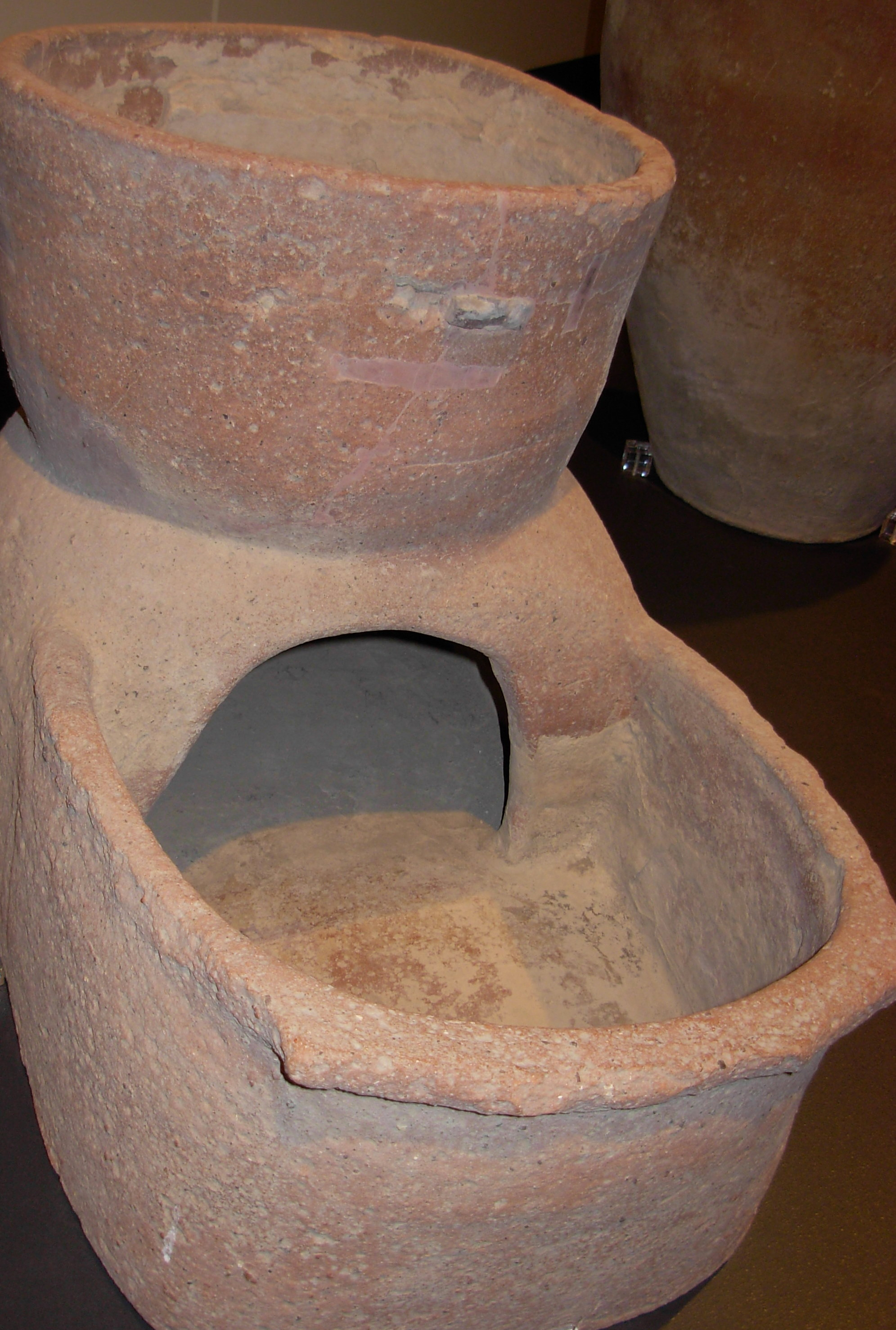
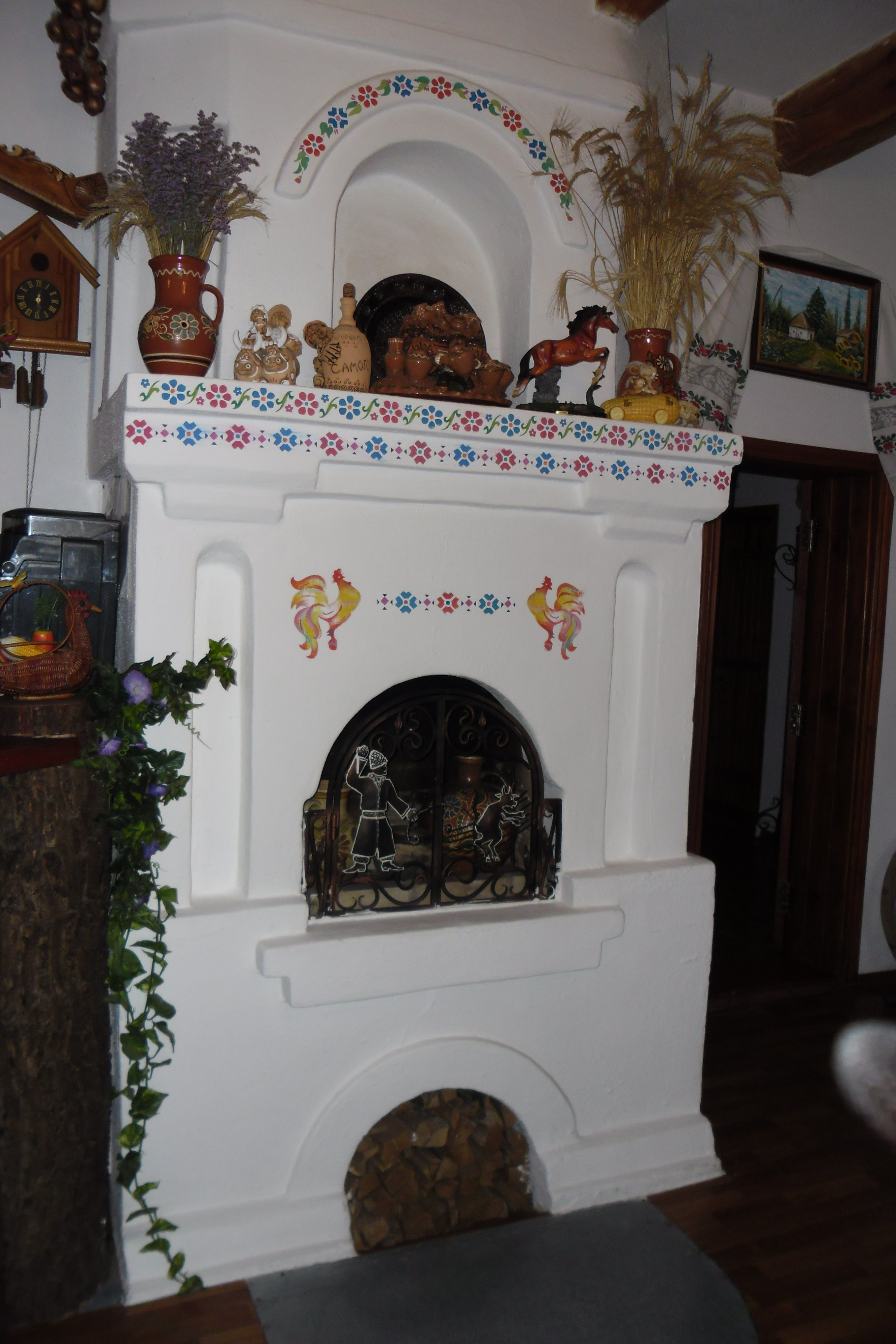
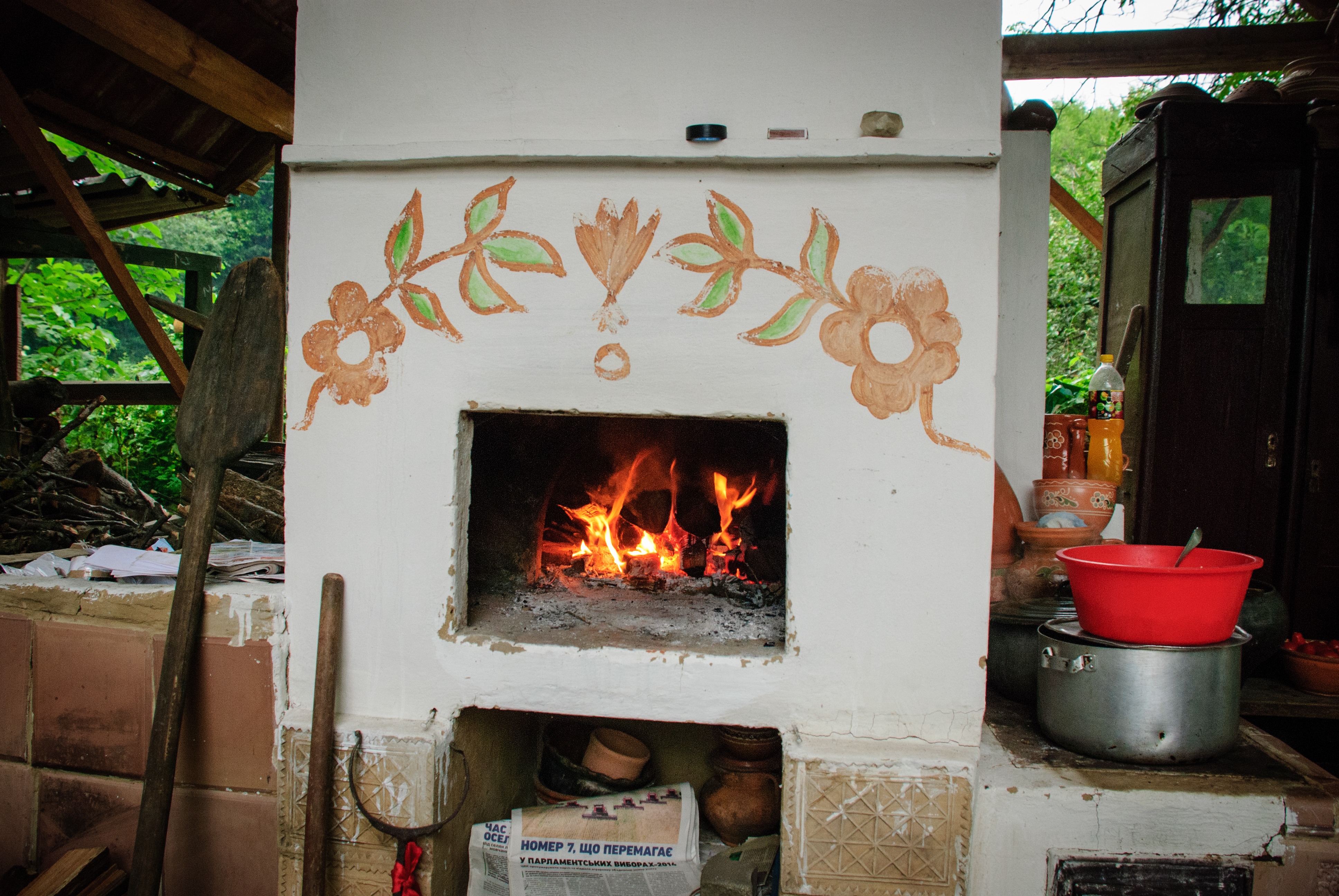
Піч для готування їжі в Опішні
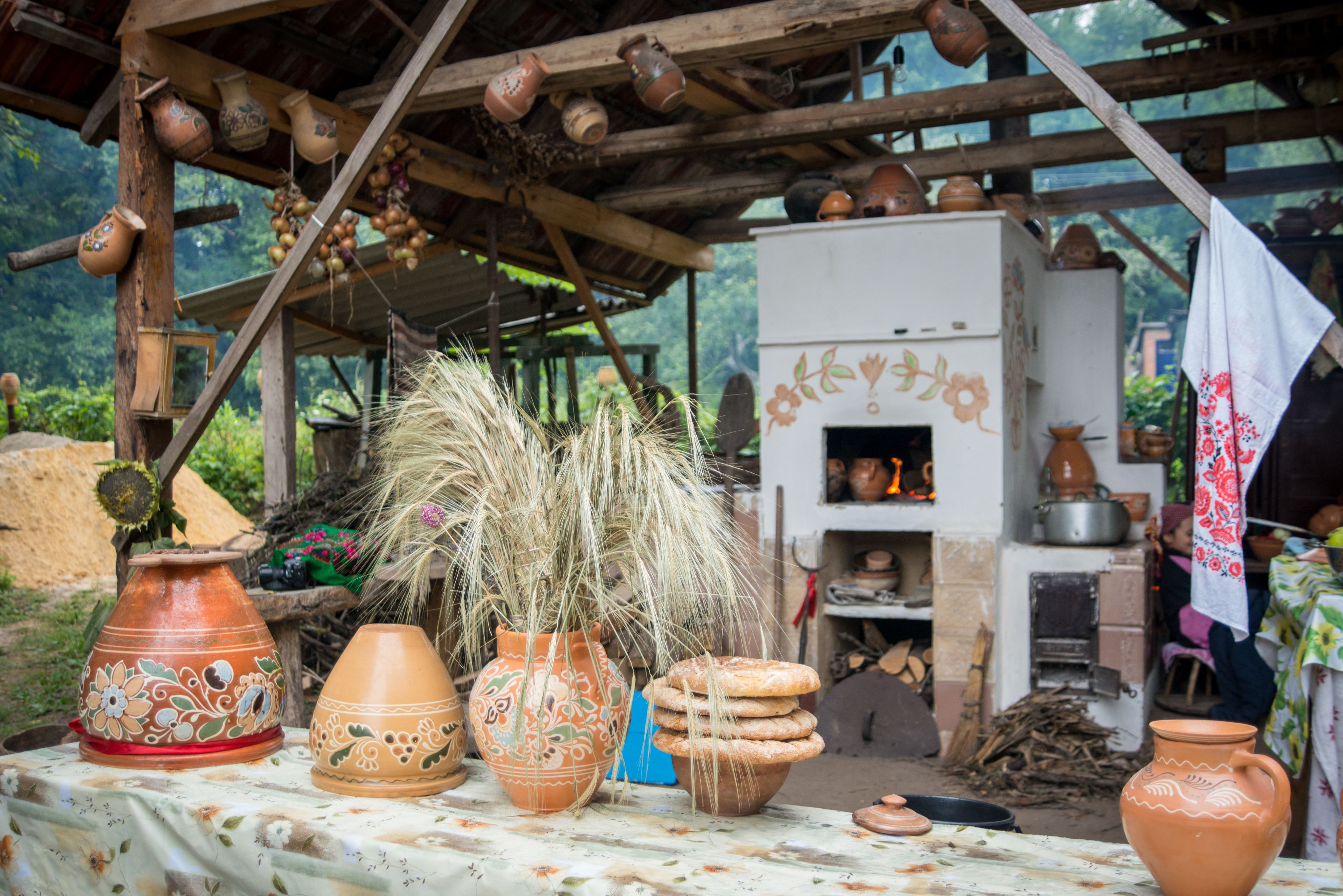
Піч для готування їжі в Опішні
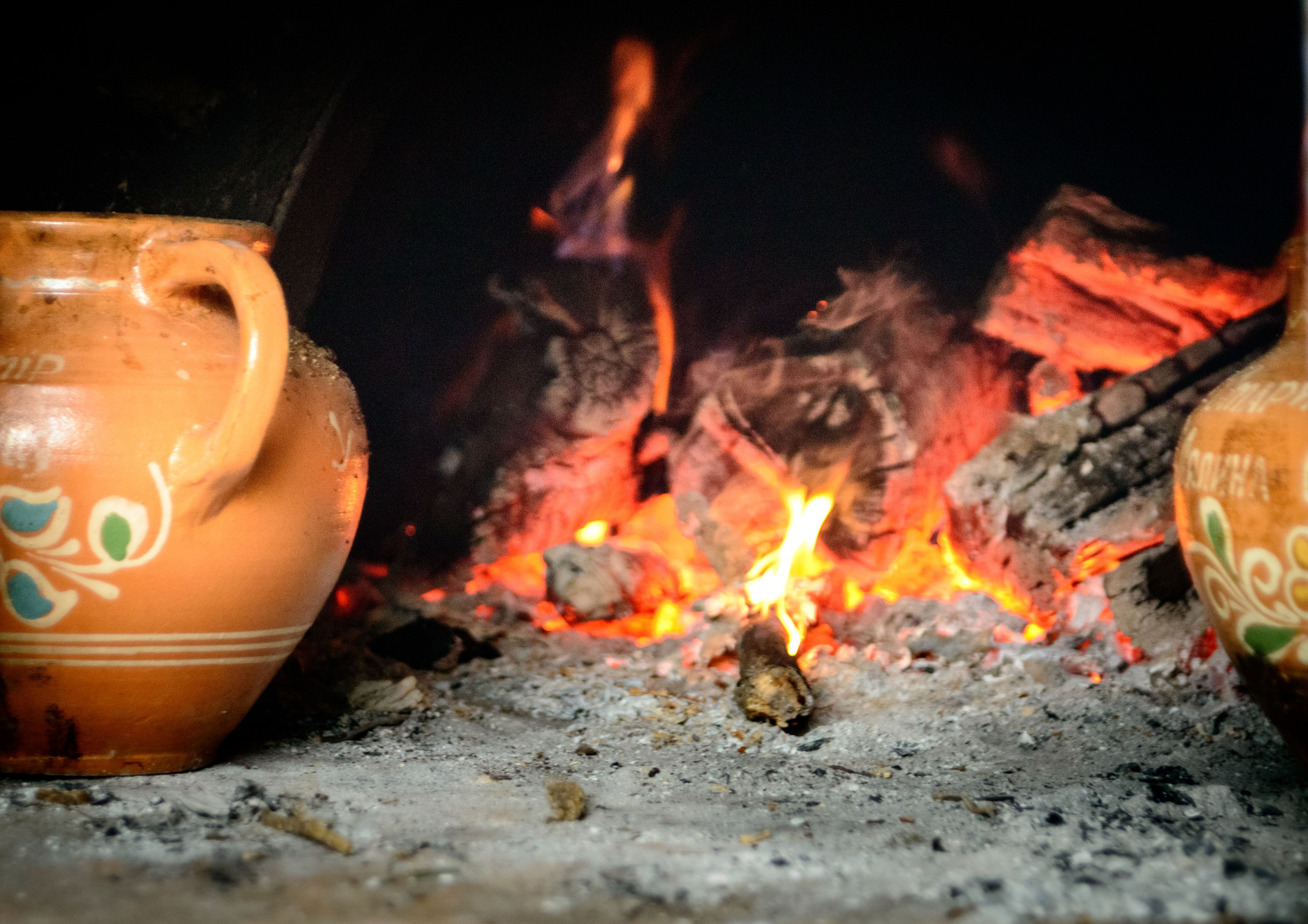
Піч для готування їжі в Опішні
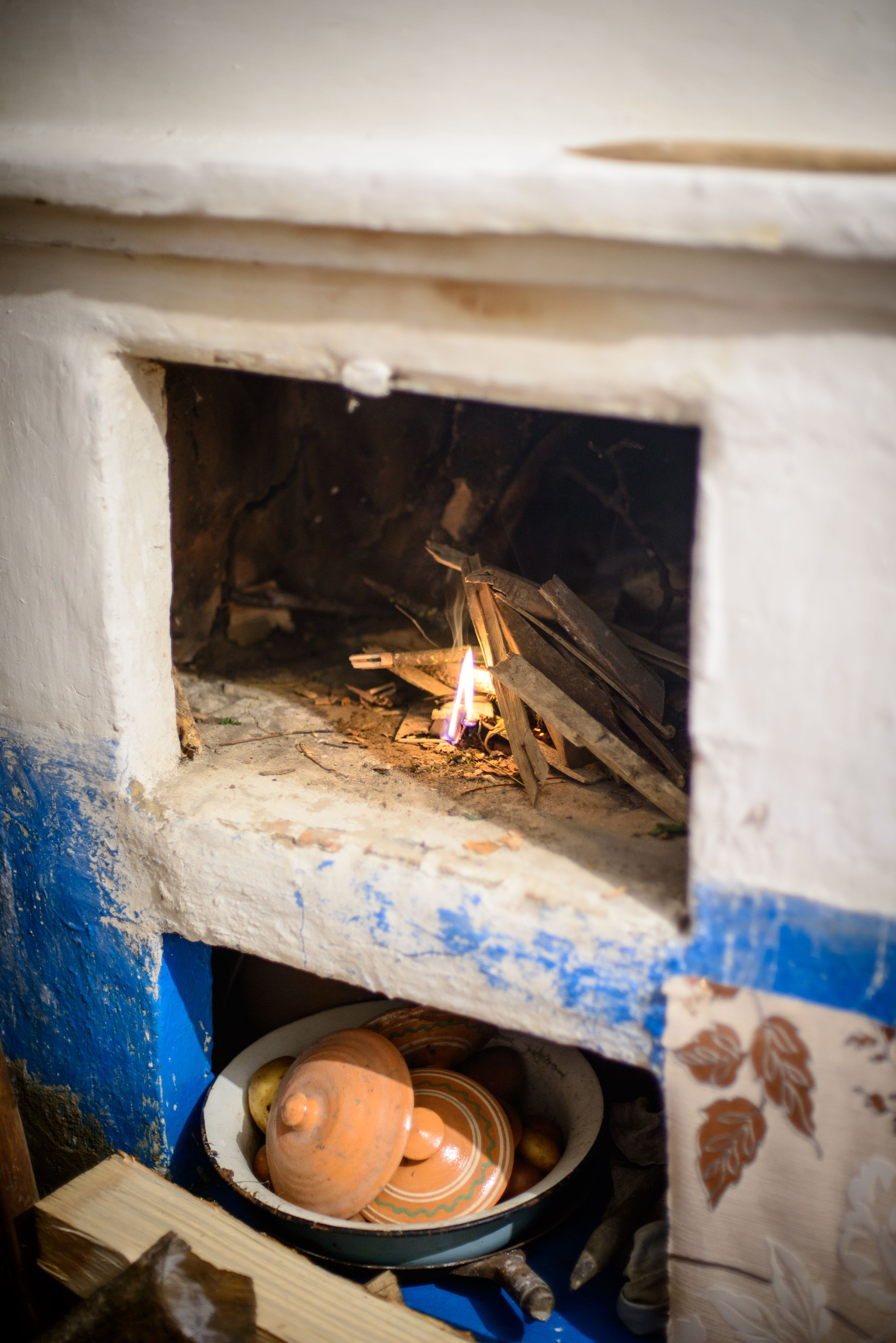
Піч для готування їжі в Опішні
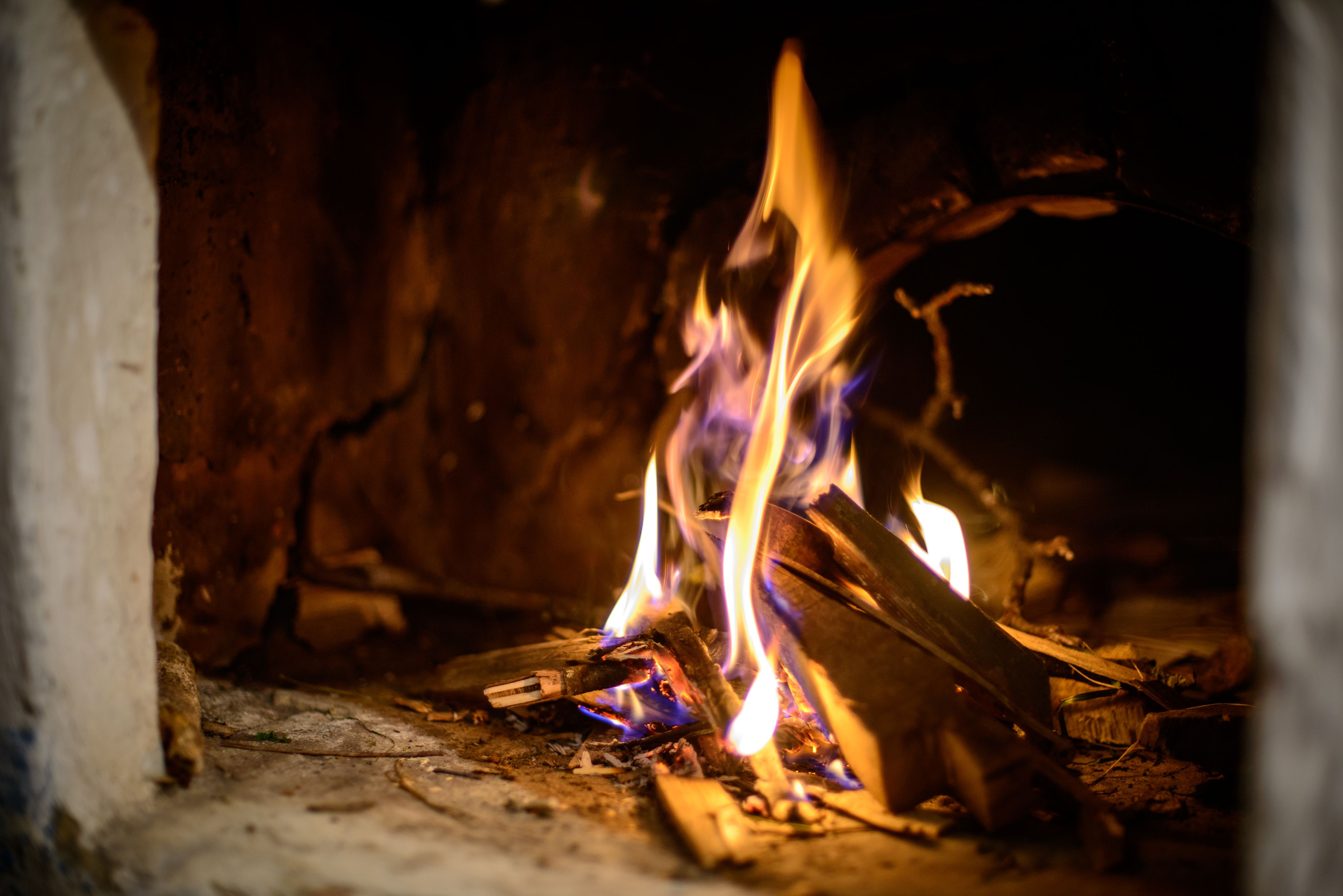
Піч для готування їжі в Опішні
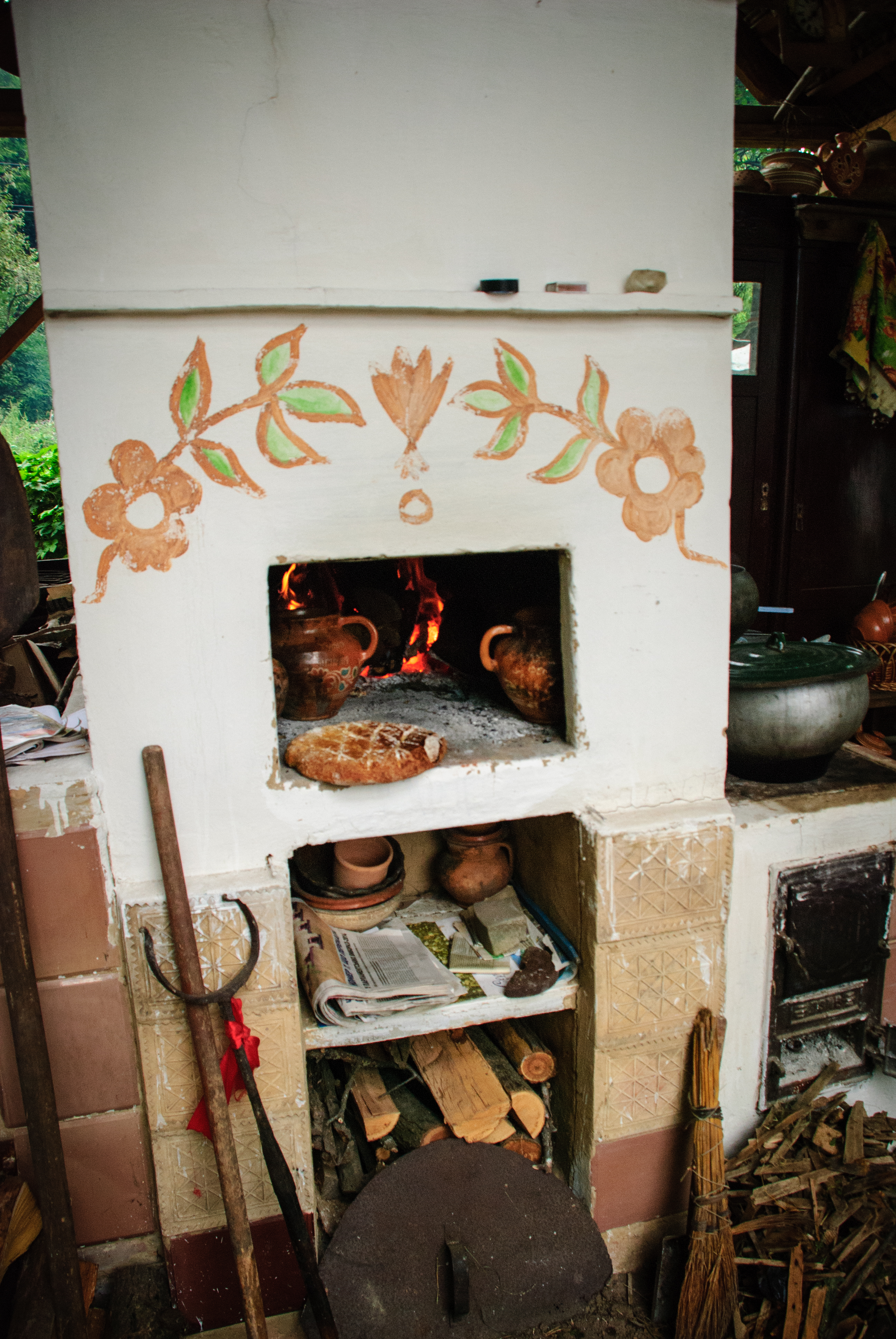
Піч для готування їжі в Опішні
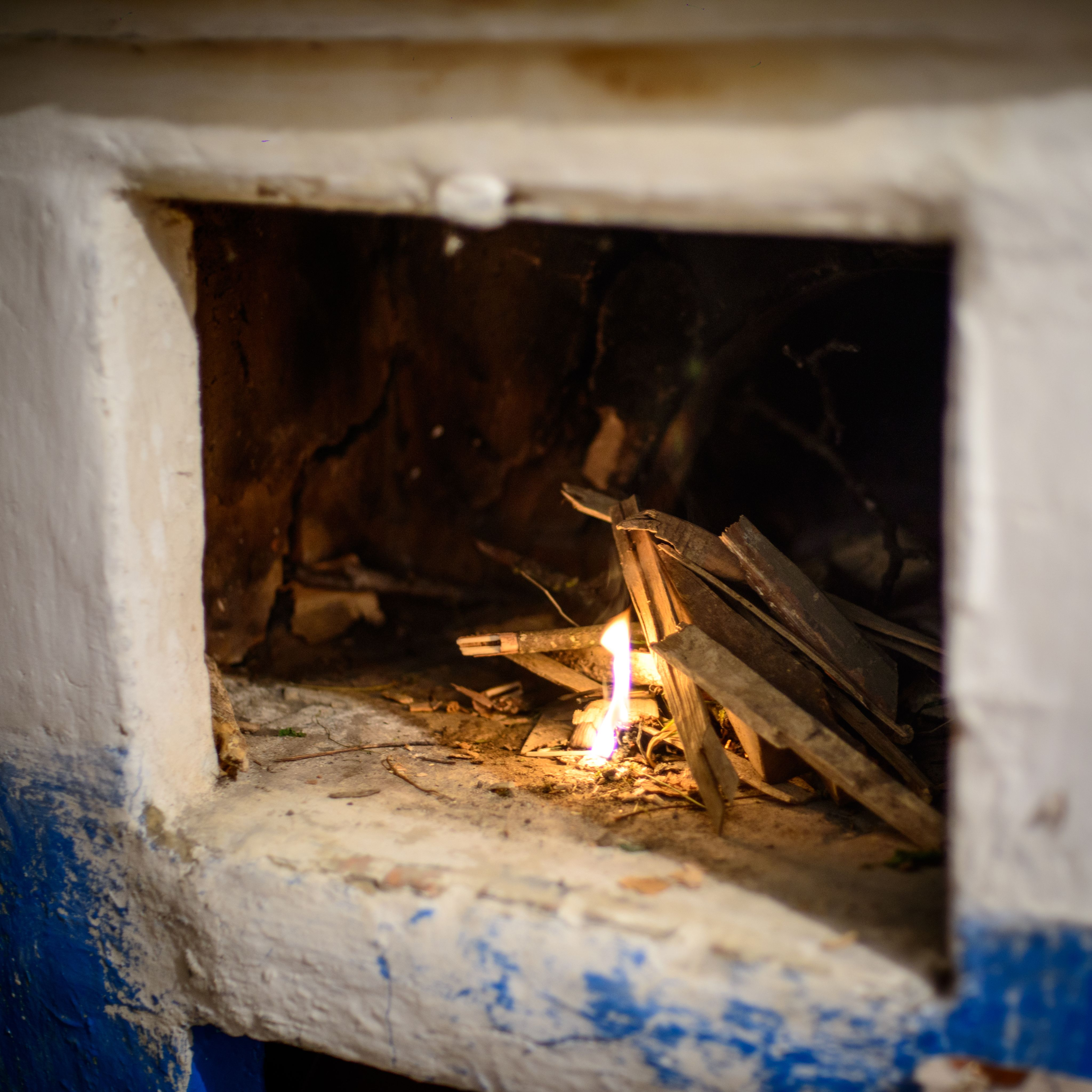
Піч для готування їжі в Опішні
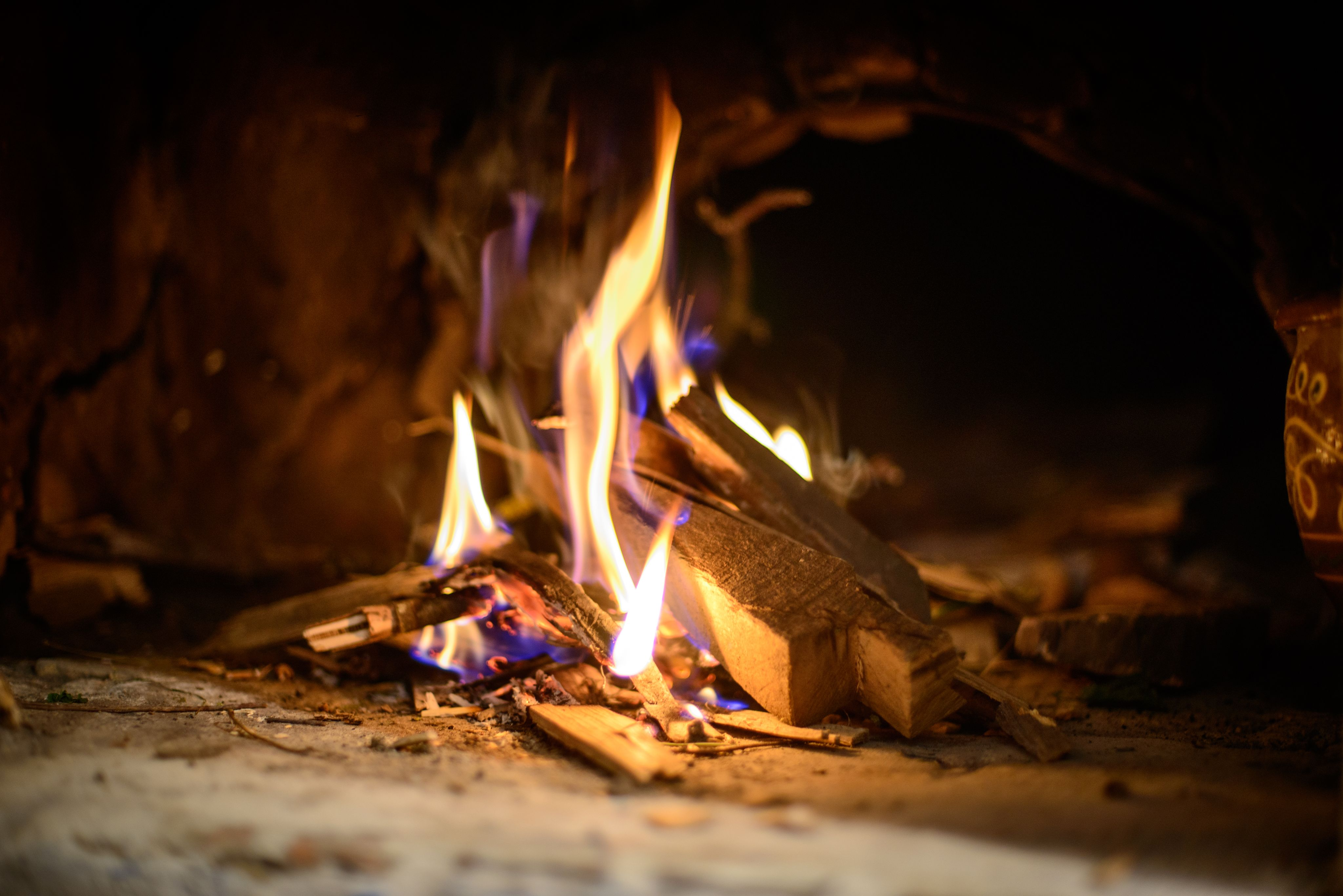
Піч для готування їжі в Опішні
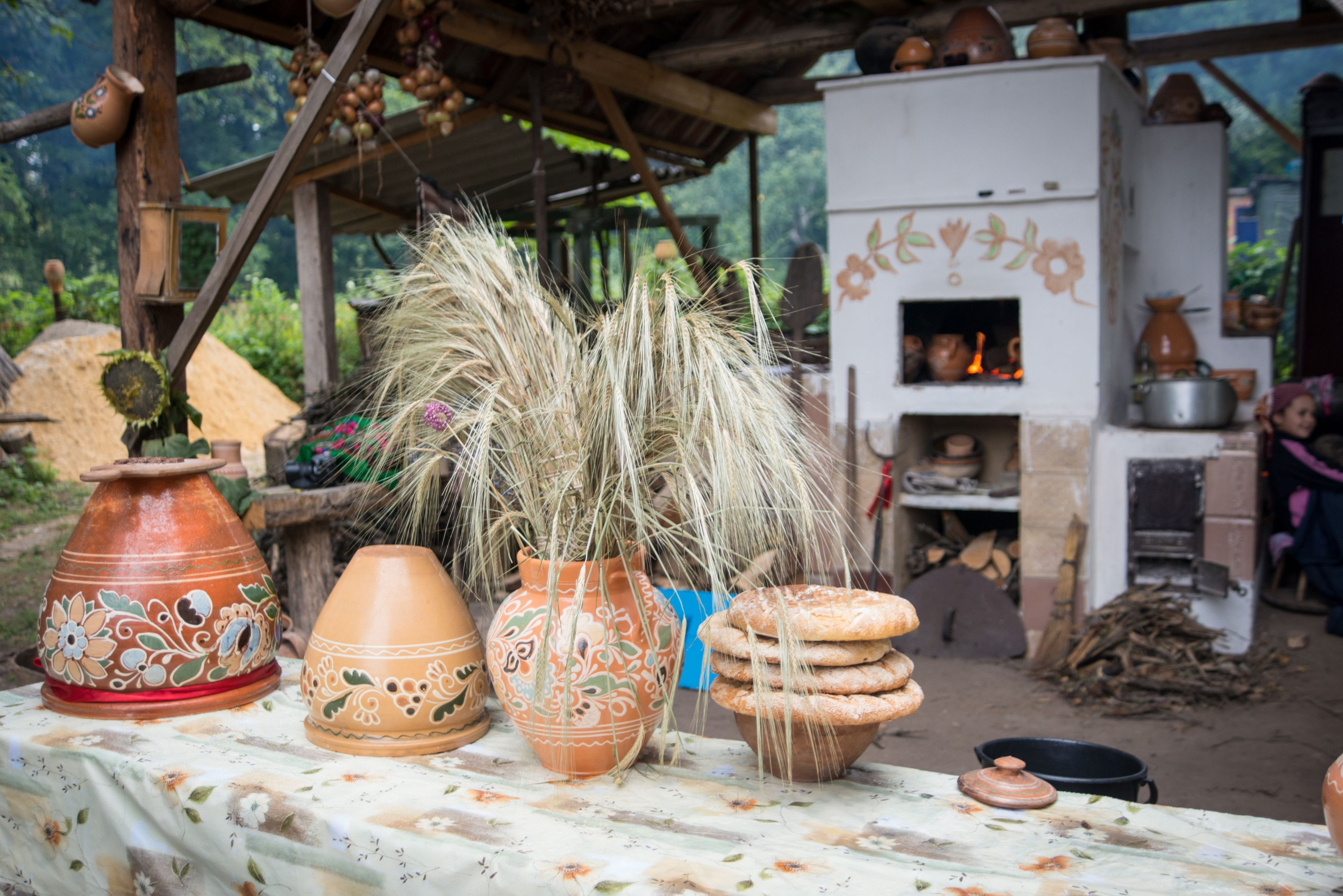
Піч для готування їжі в Опішні
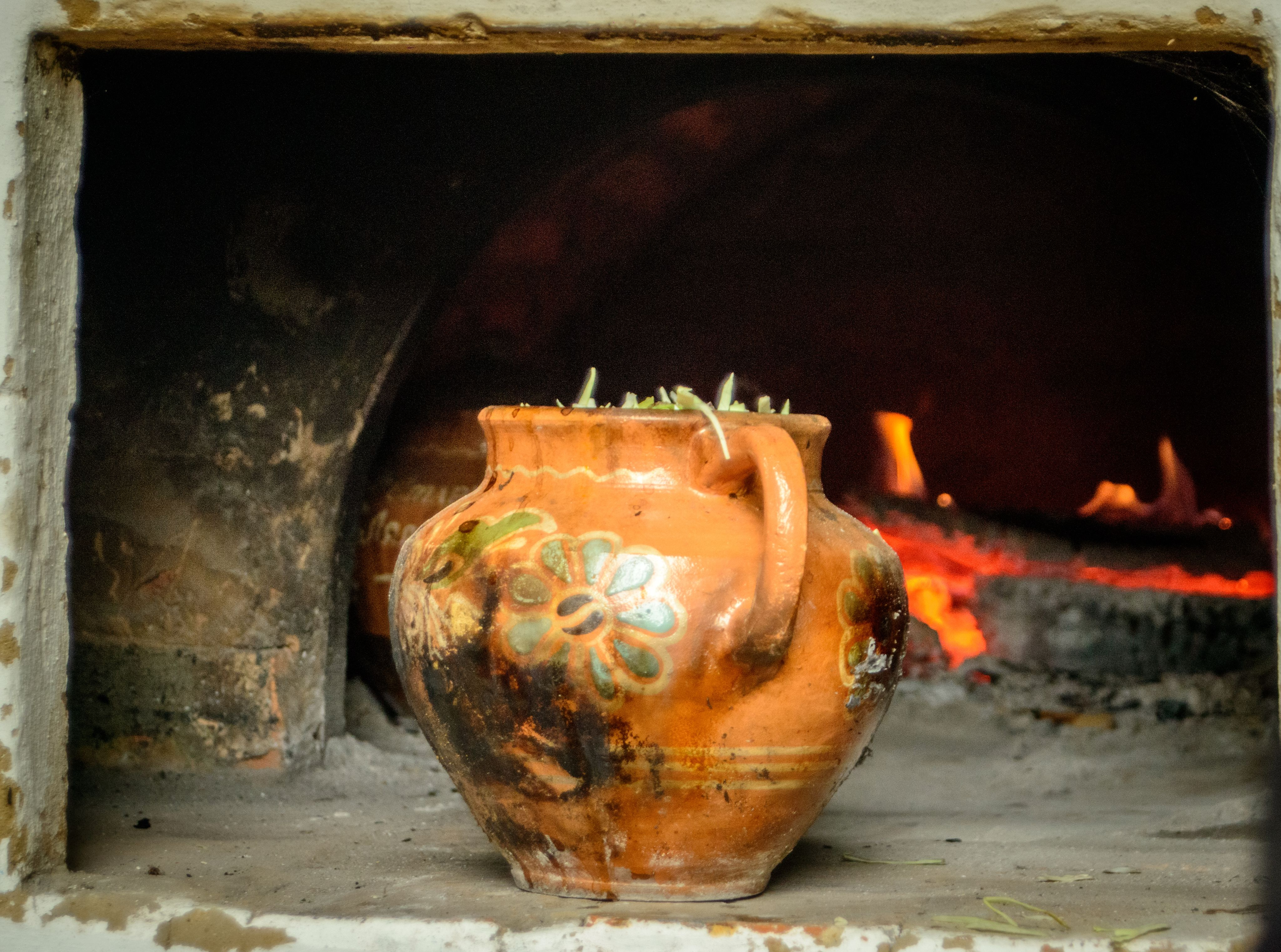
Піч для готування їжі в Опішні
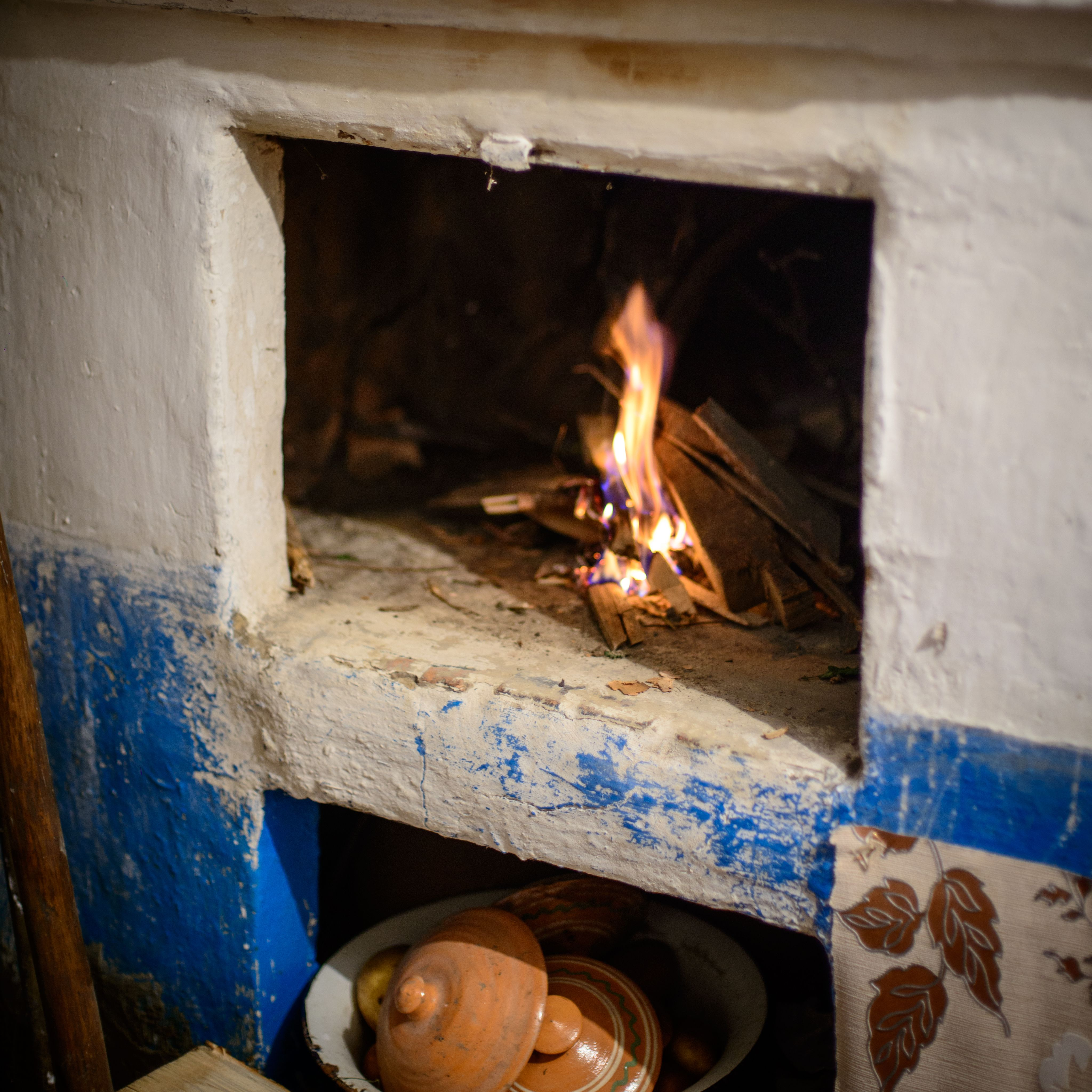
Піч для готування їжі в Опішні
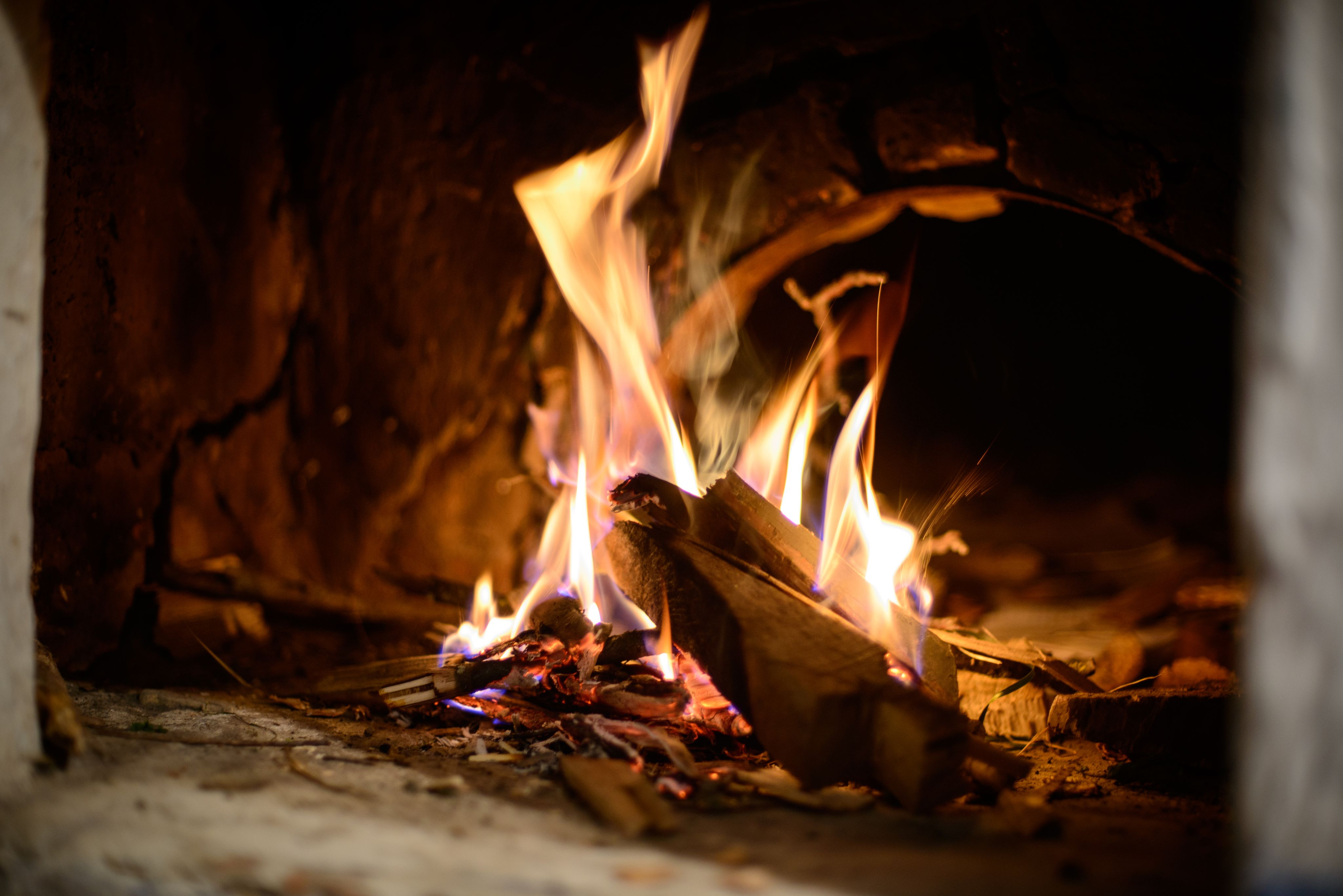
Піч для готування їжі в Опішні
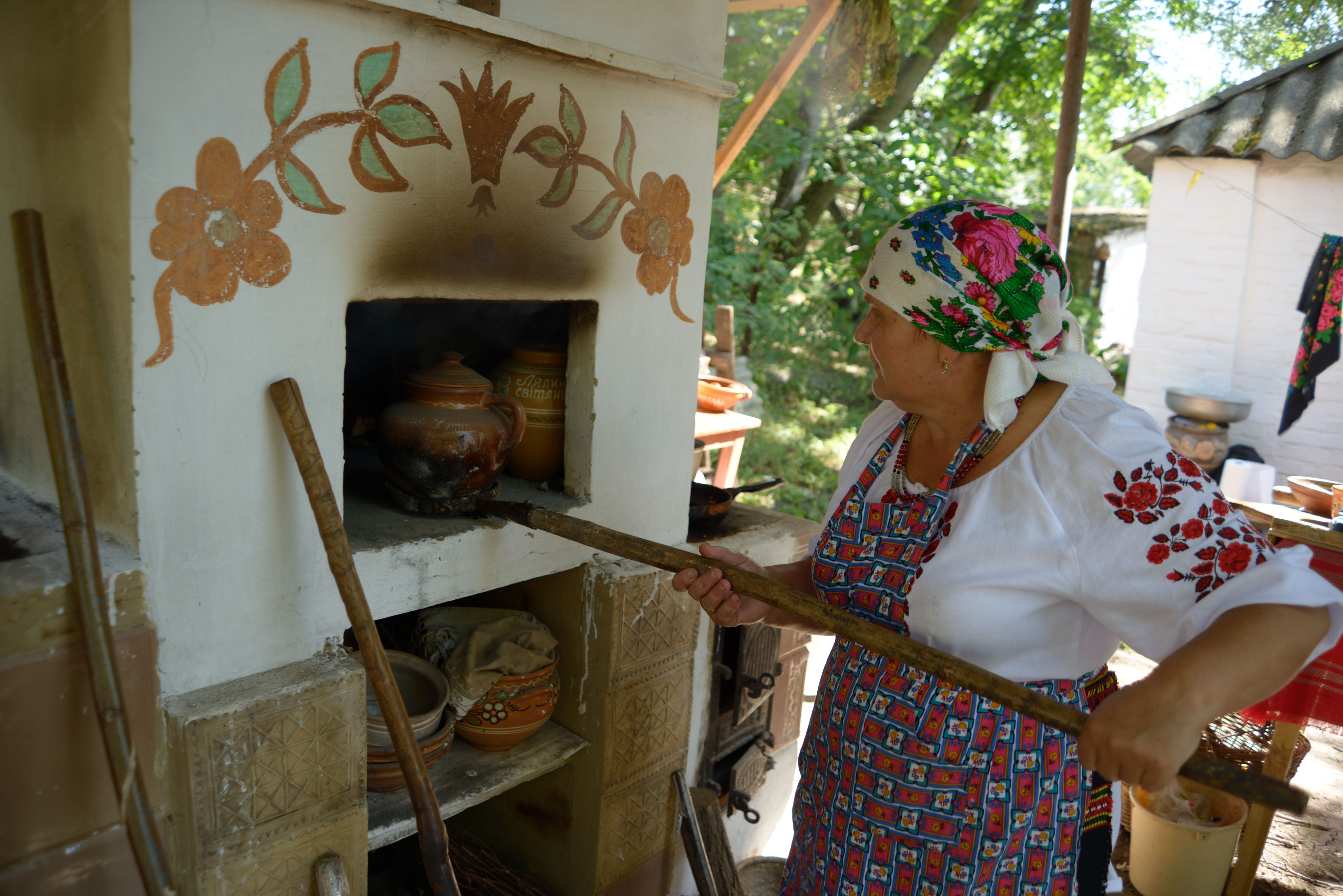
Піч для готування їжі в Опішні
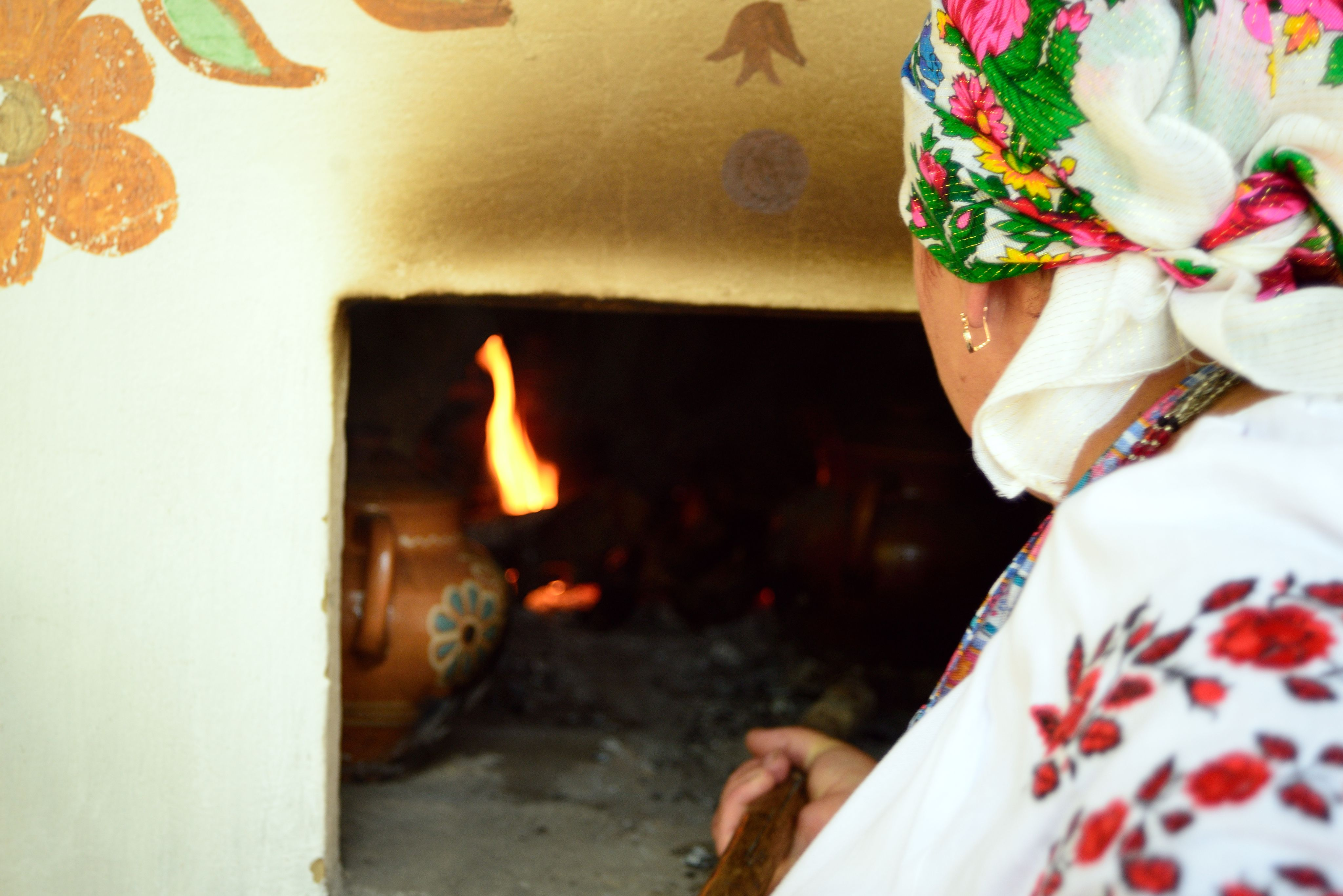
Піч для готування їжі в Опішні
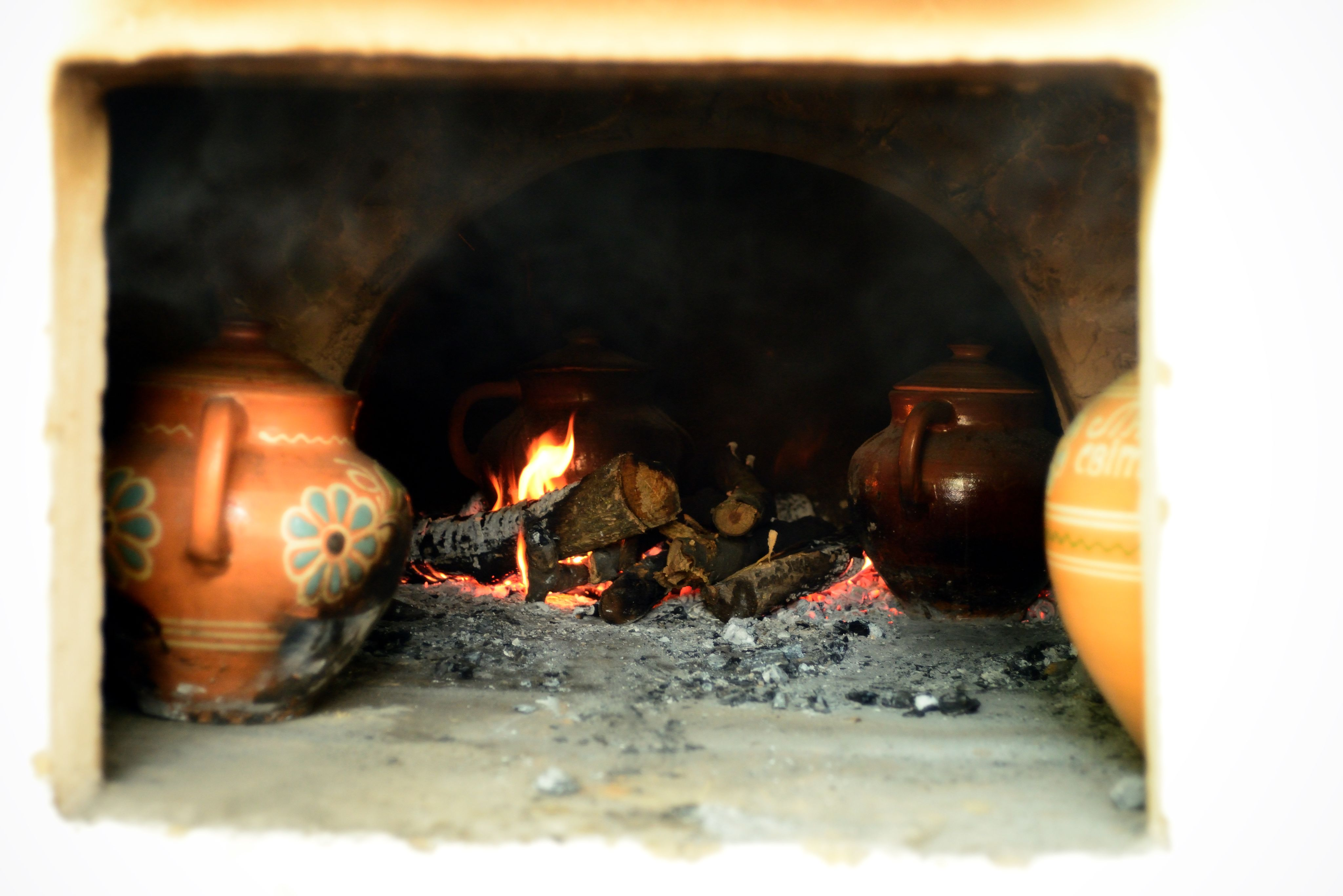
Піч для готування їжі в Опішні
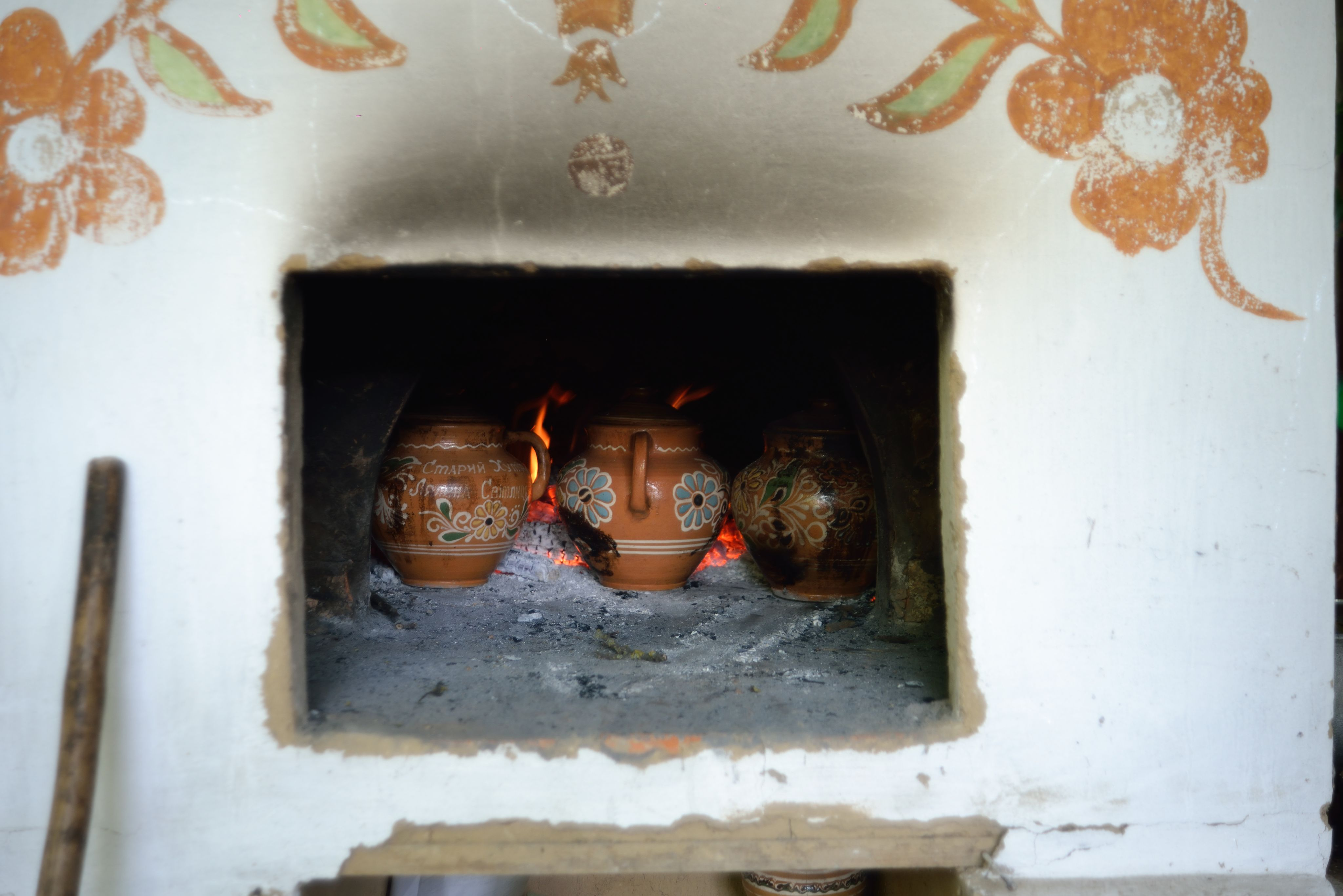
Піч для готування їжі в Опішні
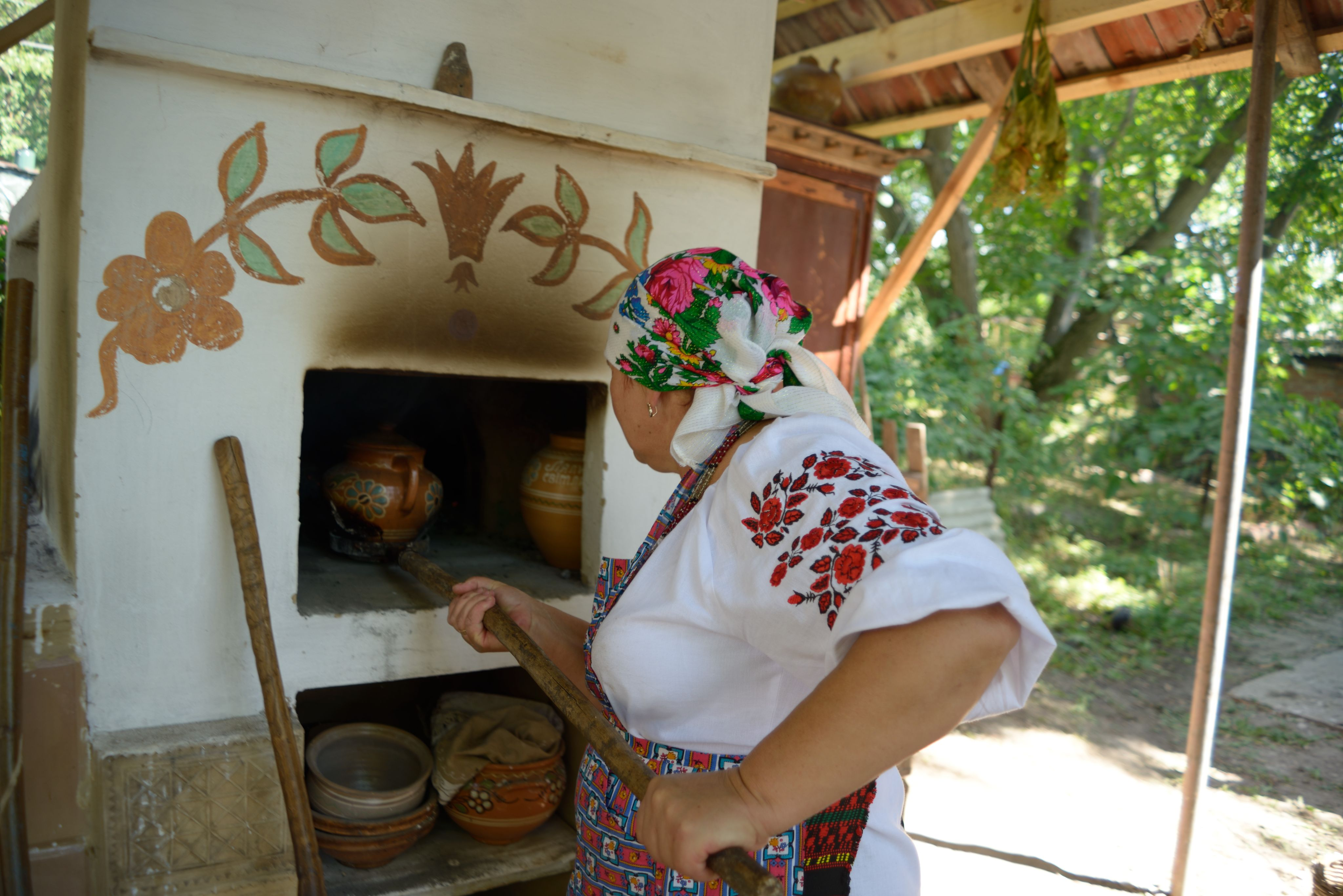
Піч для готування їжі в Опішні
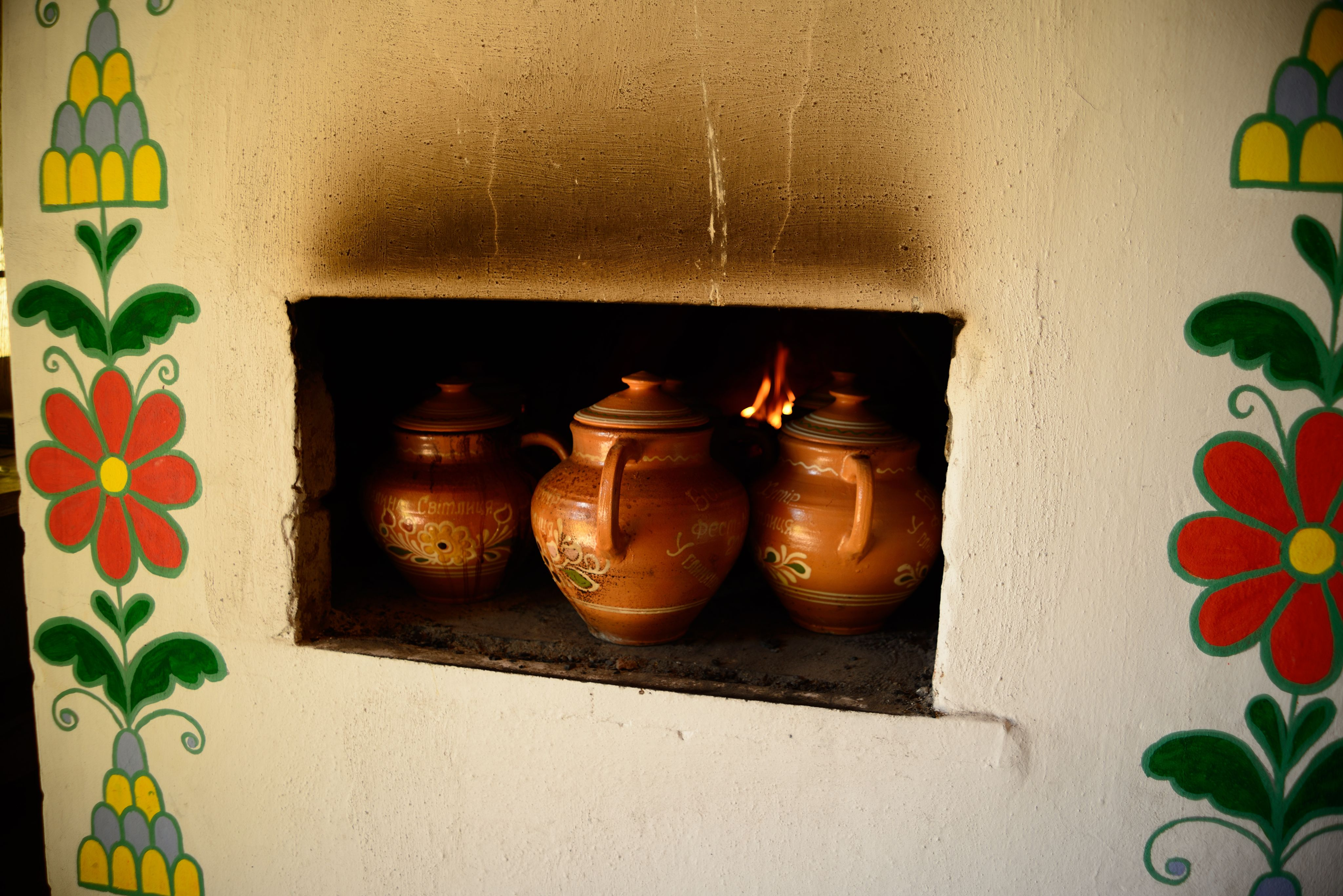
Піч для готування їжі в Опішні
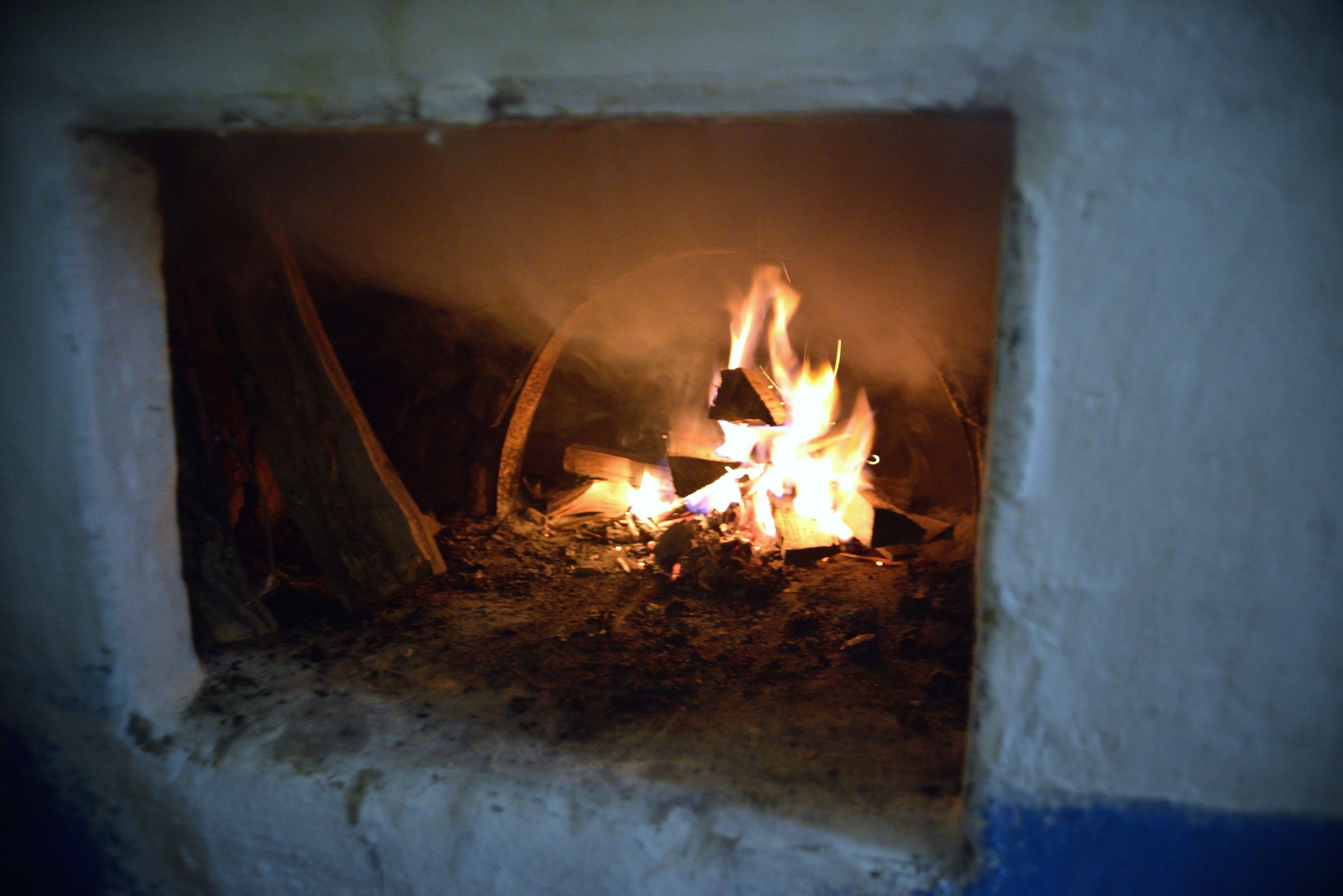
Піч для готування їжі в Опішні
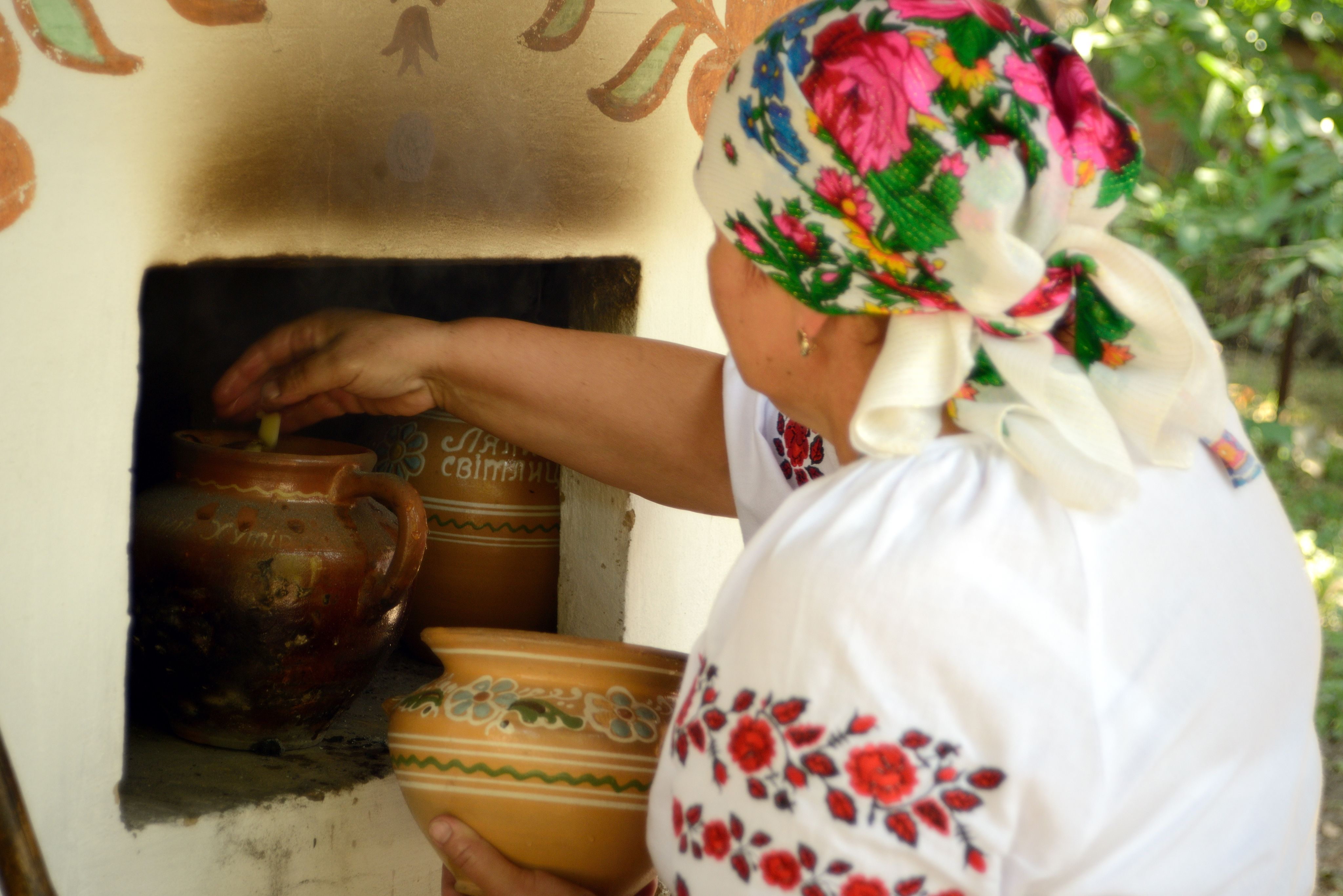
Піч для готування їжі в Опішні
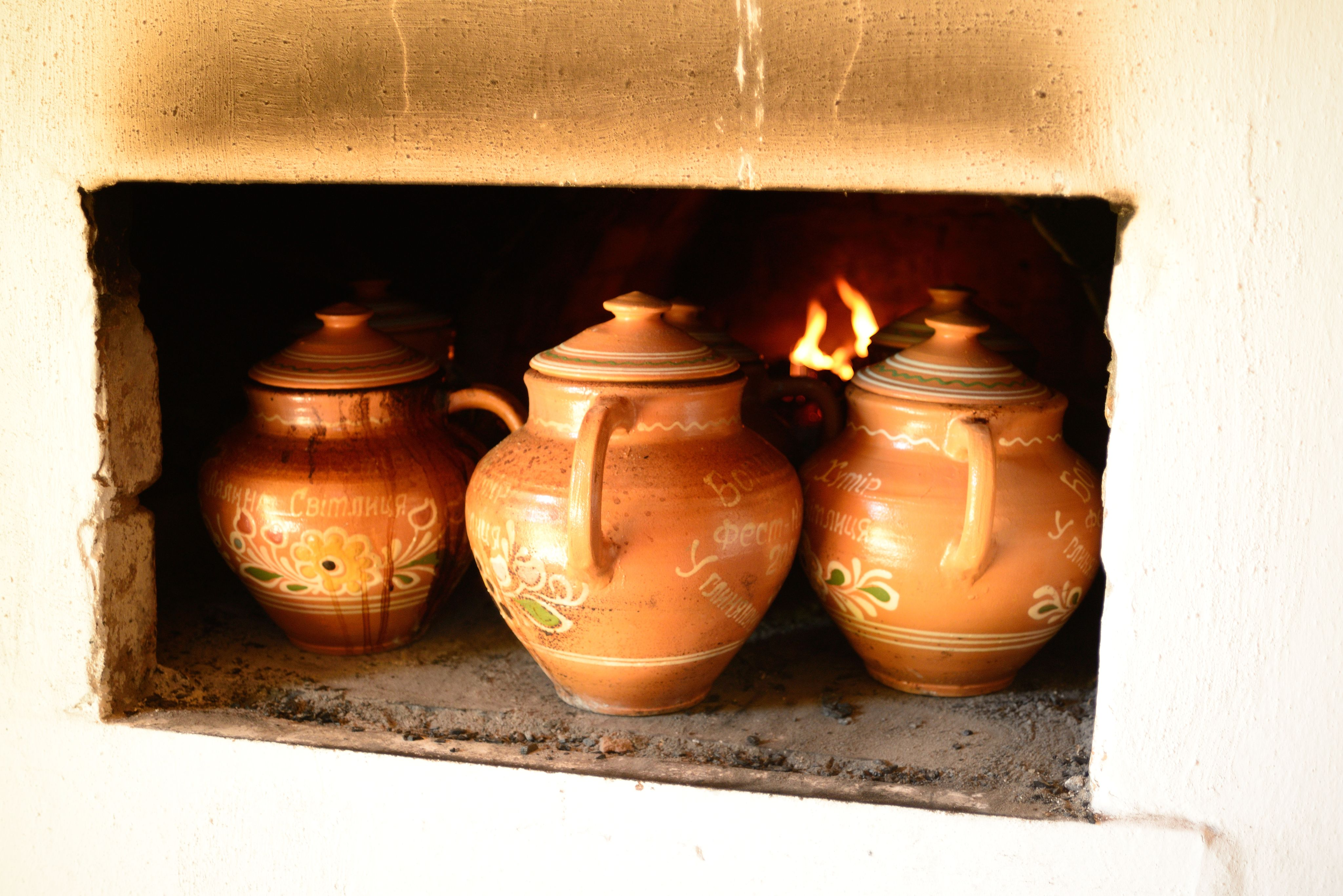
Піч для готування їжі в Опішні
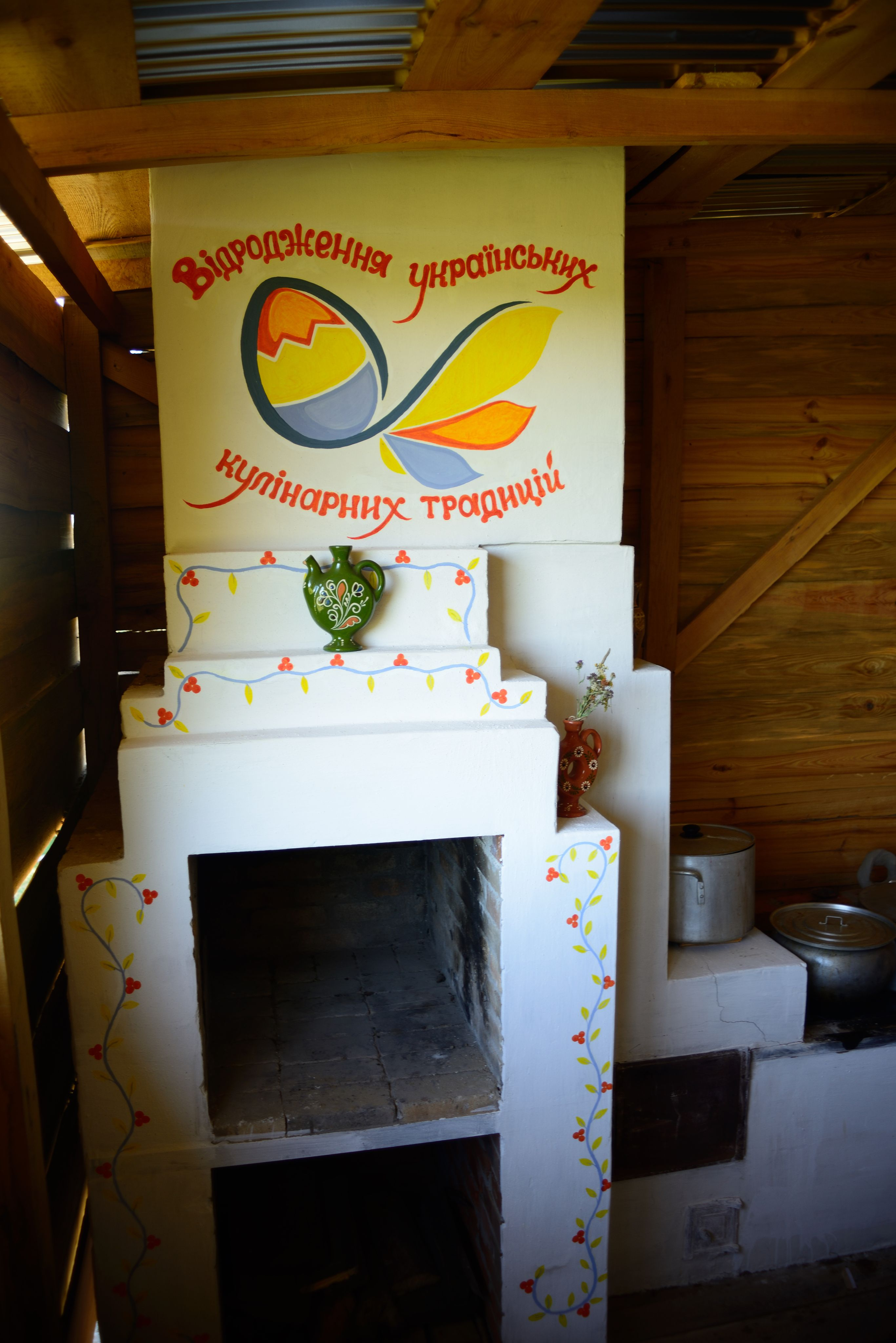
Піч для готування їжі в Опішні
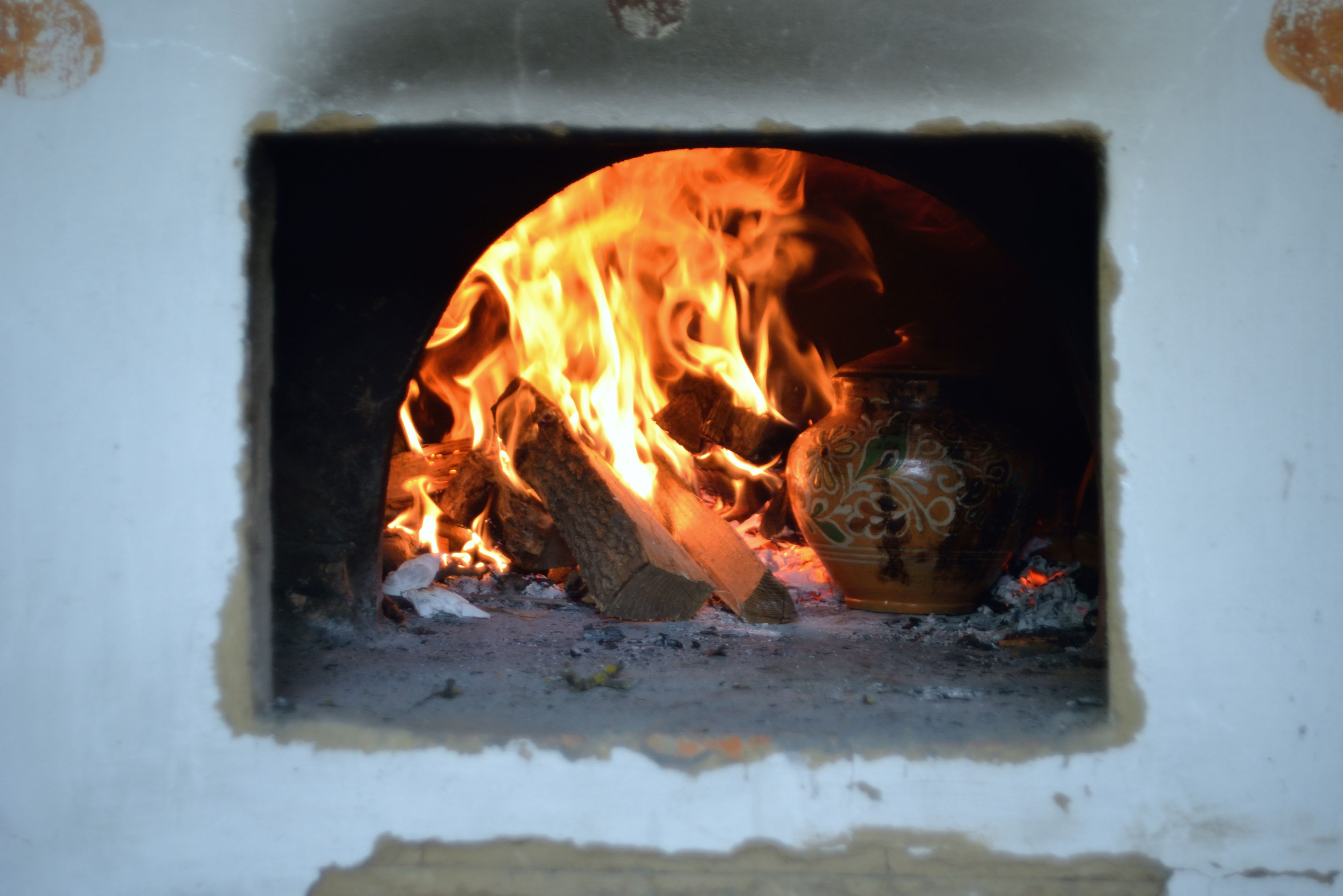
Піч для готування їжі в Опішні
- Треба піч розтопить
- Треба піч розтопить